# Первый ранг государственного служащего (Украина)
Первый ранг государственного служащего (укр. перший ранг державного службовця) — самый высший ранг государственных гражданских служащих Украины. Установлен Законами Украины от 16 декабря 1993 г. № 3723-XII «О государственной службе» и от 10 декабря 2015 г. № 889-VIII «О государственной службе».
В соответствии с Законом Украины от 16 декабря 1993 г. № 3723-XII правовой статус Президента Украины, Председателя Верховного Совета Украины и его заместителей, председателей постоянных комиссий Верховного Совета Украины и их заместителей, народных депутатов Украины, Премьер-министра Украины, членов Кабинета Министра Украины, Председателя и членов Конституционного Суда Украины, Председателя и судей Верховного Суда Украины, Председателя и судей высшего специализированного суда Украины, Генерального прокурора Украины и его заместителей не регулируется указанным законом, поэтому им не присваиваются ранги государственных служащих.
Действие Закона Украины от 10 декабря 2015 г. № 889-VIII не распространяется на Президента Украины, Главу Администрации Президента Украины и его заместителей, Постоянного Представителя Президента Украины в Автономной Республике Крым и его заместителей, членов Кабинета Министров Украины, первых заместителей и заместителей министров, постоянного представителя Кабинета Министров Украины в Конституционном Суде Украины, Председателя и членов Национального совета Украины по вопросам телевидения и радиовещания, Председателя и членов Антимонопольного комитета Украины, Председателя и членов Национального агентства по вопросам предотвращения коррупции, Председателя и членов Счетной палаты, Председателя и членов Центральной избирательной комиссии, председателей и членов иных государственных коллегиальных органов, Секретаря Совета национальной безопасности и обороны Украины и его заместителей, Председателя Государственного комитета телевидения и радиовещания Украины и его заместителей, Председателя Фонда государственного имущества Украины и его заместителей, народных депутатов Украины, Уполномоченного Верховной Рады Украины по правам человека и его представителей, служащих Национального банка Украины, депутатов Верховной Рады Автономной Республики Крым, Председателя Совета министров Автономной Республики Крым и его заместителей, министров Автономной Республики Крым, депутатов местных советов, председателей местных государственных администраций, их первых заместителей и заместителей, должностных лиц местного самоуправления, судей, прокуроров, работников государственных органов, которые выполняют функции по обслуживанию, работников государственных предприятий, учреждений, организаций, иных субъектов хозяйствования государственной формы собственности, а также учебных заведений, учрежденных государственными органами, военнослужащих Вооруженных Сил Украины и других военных формирований, образованных в соответствии с законом, лиц рядового и начальствующего состава правоохранительных органов и работников других органов, которым присваиваются специальные звания, если иное не предусмотрено законом, работников патронатных служб.
Постановлением Кабинета Министров Украины от 20 апреля 2016 г. № 306 «Вопросы присвоения рангов государственных служащих и соотношения между рангами государственных служащих и рангами должностных лиц местного самоуправления, воинскими званиями, дипломатическими рангами и иными специальными званиями» первый ранг государственного служащего приравнен к воинскому званию генерала армии Украины, специальным званиям генерала службы гражданской защиты и главного государственного советника налогового и таможенного дела, классным чинам государственного советника юстиции Украины и государственного советника юстиции 1 класса, дипломатическому рангу Чрезвычайного и Полномочного Посла.
В списке после даты присвоения ранга стоит номер соответствующего Указа Президента Украины (до 2016 г.) или распоряжения Кабинета Министров Украины (с 2018 г.) и указывается должность на момент присвоения ранга.

## Список государственных служащих первого ранга

### 1994
1. 14 апреля 1994 г., № 162/94 — Алейник, Борис Григорьевич, первый заместитель Министра социальной защиты населения Украины
2. 14 апреля 1994 г., № 162/94 — Артеменко, Александр Николаевич, первый заместитель Министра транспорта Украины
3. 14 апреля 1994 г., № 162/94 — Барабаш, Владимир Васильевич, первый заместитель Министра Украины по делам молодежи и спорта
4. 14 апреля 1994 г., № 162/94 — Блаженчук, Владимир Иванович, Представитель Президента Украины в Волынской области
5. 14 апреля 1994 г., № 162/94 — Бондаренко, Григорий Иванович, Управляющий делами Верховного Совета Украины
6. 14 апреля 1994 г., № 162/94 — Бондарь, Анатолий Лаврентьевич, начальник Главного управления геодезии, картографии и кадастра
7. 14 апреля 1994 г., № 162/94 — Борисенко, Зоя Николаевна, первый заместитель Председателя Антимонопольного комитета — государственный уполномоченный
8. 14 апреля 1994 г., № 162/94 — Бочкарев, Юрий Георгиевич, Представитель Президента Украины в Запорожской области
9. 14 апреля 1994 г., № 162/94 — Брежнев, Валерий Михайлович, первый заместитель Министра лесного хозяйства Украины
10. 14 апреля 1994 г., № 162/94 — Василишин, Роман Данилович, Представитель Президента Украины в Ровненской области
11. 14 апреля 1994 г., № 162/94 — Возианов, Александр Фёдорович, начальник Лечебно-оздоровительного объединения
12. 14 апреля 1994 г., № 162/94 — Возианов, Виталий Фёдорович, директор Украинского национального информационного агентства
13. 14 апреля 1994 г., № 162/94 — Врублевский, Виктор Васильевич, начальник Главного управления государственной службы
14. 14 апреля 1994 г., № 162/94 — Гавриленко, Николай Мефодьевич, Председатель Государственного комитета Украины по геологии и использованию недр
15. 14 апреля 1994 г., № 162/94 — Германчук, Петр Кузьмич, первый заместитель Министра финансов Украины
16. 14 апреля 1994 г., № 162/94 — Гладуш, Виктор Дмитриевич, первый заместитель Министра внешних экономических связей Украины
17. 14 апреля 1994 г., № 162/94 — Глушко, Николай Михайлович, Представитель Президента Украины в городе Севастополе
18. 14 апреля 1994 г., № 162/94 — Гнатишин, Иван Николаевич, Представитель Президента Украины в Черновицкой области
19. 14 апреля 1994 г., № 162/94 — Горбатов, Валерий Миронович, Постоянный Представитель Президента Украины в Республике Крым
20. 14 апреля 1994 г., № 162/94 — Горбулин, Владимир Павлович, генеральный директор Национального космического агентства Украины
21. 14 апреля 1994 г., № 162/94 — Горьовий, Леонид Егорович, Руководитель Секретариата Верховного Совета Украины
22. 14 апреля 1994 г., № 162/94 — Гусаков, Владимир Николаевич, первый заместитель Министра Украины по делам строительства и архитектуры
23. 14 апреля 1994 г., № 162/94 — Гусаковский, Владимир Степанович, первый заместитель Министра статистики Украины
24. 14 апреля 1994 г., № 162/94 — Гусельников, Евгений Яковлевич, Представитель Президента Украины в Хмельницкой области
25. 14 апреля 1994 г., № 162/94 — Давымука, Степан Антонович, Представитель Президента Украины в Львовской области
26. 14 апреля 1994 г., № 162/94 — Дзюб, Иван Петрович, председатель Высшей аттестационной комиссии Украины
27. 14 апреля 1994 г., № 162/94 — Дидик, Николай Анатольевич, Представитель Президента Украины в Винницкой области
28. 14 апреля 1994 г., № 162/94 — Дробязко, Владимир Степанович, председатель Государственного агентства Украины по авторским и смежным правам
29. 14 апреля 1994 г., № 162/94 — Дронь, Анатолий Андреевич, Председатель Государственного комитета Украины по жилищно-коммунальному хозяйству
30. 14 апреля 1994 г., № 162/94 — Дунец, Леонтий Антонович, первый заместитель Министра сельского хозяйства и продовольствия Украины
31. 14 апреля 1994 г., № 162/94 — Дюба, Анатолий Фёдорович, Председатель Государственного комитета Украины по надзору за охраной труда
32. 14 апреля 1994 г., № 162/94 — Дьяченко, Юрий Павлович, Председатель Государственного комитета Украины по делам издательств, полиграфии и книготорговли
33. 14 апреля 1994 г., № 162/94 — Епифанов, Анатолий Александрович, Представитель Президента Украины в Сумской области
34. 14 апреля 1994 г., № 162/94 — Ермаков, Владислав Кузьмич, Председатель Государственного комитета Украины по делам защиты прав потребителей
35. 14 апреля 1994 г., № 162/94 — Железняк, Леонид Леонидович, первый заместитель Министра транспорта Украины — генеральный директор Государственной администрации железнодорожного транспорта Украины
36. 14 апреля 1994 г., № 162/94 — Залудяк, Николай Иванович, Представитель Президента Украины в Полтавской области
37. 14 апреля 1994 г., № 162/94 — Засуха, Анатолий Андреевич, первый заместитель Министра сельского хозяйства и продовольствия Украины
38. 14 апреля 1994 г., № 162/94 — Иваненко, Борис Васильевич, начальник Главного архивного управления
39. 14 апреля 1994 г., № 162/94 — Ильин, Владлен Алексеевич, Представитель Президента Украины в Одесской области
40. 14 апреля 1994 г., № 162/94 — Кабан, Петр Степанович, первый заместитель Министра внешних экономических связей Украины
41. 14 апреля 1994 г., № 162/94 — Капштык, Иван Маркович, Представитель Президента Украины в Киевской области
42. 14 апреля 1994 г., № 162/94 — Кинах, Анатолий Кириллович, Представитель Президента Украины в Николаевской области
43. 14 апреля 1994 г., № 162/94 — Ковалко, Михаил Петрович, Председатель Государственного комитета Украины по нефти и газу
44. 14 апреля 1994 г., № 162/94 — Корниенко, Леонид Яковлевич, Председатель Государственного комитета Украины по материальным ресурсам
45. 14 апреля 1994 г., № 162/94 — Косаковский, Леонид Григорьевич, Представитель Президента Украины в городе Киеве
46. 14 апреля 1994 г., № 162/94 — Косенко, Борис Григорьевич, Представитель Президента Украины в Тернопольской области
47. 14 апреля 1994 г., № 162/94 — Краило, Михаил Иванович, Представитель Президента Украины в Закарпатской области
48. 14 апреля 1994 г., № 162/94 — Крамар, Александр Феодосьевич, Председатель Государственного комитета Украины по медицинской и микробиологической промышленности
49. 14 апреля 1994 г., № 162/94 — Краснянский, Виктор Павлович, Председатель Государственного комитета Украины по редким, драгоценным металлам и драгоценным камням
50. 14 апреля 1994 г., № 162/94 — Кулинич, Николай Фёдорович, Председатель Государственного комитета Украины по пищевой промышленности
51. 14 апреля 1994 г., № 162/94 — Лазаренко, Павел Иванович, Представитель Президента Украины в Днепропетровской области
52. 14 апреля 1994 г., № 162/94 — Липинский, Вячеслав Николаевич, Председатель Государственного комитета Украины по гидрометеорологии
53. 14 апреля 1994 г., № 162/94 — Малиновский, Антон Станиславович, Представитель Президента Украины в Житомирской области
54. 14 апреля 1994 г., № 162/94 — Масельский, Александр Степанович, Представитель Президента Украины в Харьковской области
55. 14 апреля 1994 г., № 162/94 — Мельников, Александр Тихонович, Представитель Президента Украины в Херсонской области
56. 14 апреля 1994 г., № 162/94 — Мельничук, Валентин Васильевич, Представитель Президента Украины в Черниговской области
57. 14 апреля 1994 г., № 162/94 — Мисник, Павел Алексеевич, Председатель Государственного комитета Украины по вопросам государственных секретов
58. 14 апреля 1994 г., № 162/94 — Несмих, Виктор Давидович, первый заместитель Министра Кабинета Министров Украины
59. 14 апреля 1994 г., № 162/94 — Никитенко, Григорий Григорьевич, Председатель Государственного комитета Украины по легкой и текстильной промышленности
60. 14 апреля 1994 г., № 162/94 — Новицкий, Владимир Станиславович, первый заместитель Министра промышленности Украины
61. 14 апреля 1994 г., № 162/94 — Онуфрийчук, Михаил Яковлевич, Председатель Государственного комитета Украины по охране государственных тайн в прессе и иных средствах массовой информации
62. 14 апреля 1994 г., № 162/94 — Павленко, Феликс Емельянович, первый заместитель Министра экономики Украины
63. 14 апреля 1994 г., № 162/94 — Павлик, Василий Остапович, Представитель Президента Украины в Ивано-Франковской области
64. 14 апреля 1994 г., № 162/94 — Передерий, Вячеслав Григорьевич, первый заместитель Министра здравоохранения Украины
65. 14 апреля 1994 г., № 162/94 — Петров, Виктор Михайлович, первый заместитель Министра экономики Украины
66. 14 апреля 1994 г., № 162/94 — Пискун, Александр Ильич, первый заместитель Министра Украины по делам национальностей и миграции
67. 14 апреля 1994 г., № 162/94 — Погребной, Анатолий Григорьевич, первый заместитель Министра образования Украины
68. 14 апреля 1994 г., № 162/94 — Портной, Николай Николаевич, первый заместитель Министра машиностроения, военно-промышленного комплекса и конверсии Украины
69. 14 апреля 1994 г., № 162/94 — Пристер, Борис Самуилович, первый заместитель Министра Украины по делам защиты населения от последствий аварии на Чернобыльской АЭС
70. 14 апреля 1994 г., № 162/94 — Рагулин, Николай Фёдорович, Председатель Государственного комитета Украины, по материальным резервам
71. 14 апреля 1994 г., № 162/94 — Резник, Михаил Борисович, первый заместитель Министра внешних экономических связей Украины
72. 14 апреля 1994 г., № 162/94 — Рубан, Юрий Григорьевич, первый заместитель Министра охраны окружающей природной среды Украины — Главный Государственный инспектор Украины по охране окружающей природной среды
73. 14 апреля 1994 г., № 162/94 — Рябченко, Сергей Михайлович, Председатель Государственного комитета Украины по вопросам науки и технологий
74. 14 апреля 1994 г., № 162/94 — Северинов, Юрий Дмитриевич, Председатель Государственного комитета Украины по стандартизации, метрологии и сертификации
75. 14 апреля 1994 г., № 162/94 — Сидоренко, Николай Яковлевич, Председатель Государственного комитета Украины по содействию малым предпринимателям и предпринимательству
76. 14 апреля 1994 г., № 162/94 — Скринник, Владимир Иванович, Председатель Государственного комитета Украины по туризму
77. 14 апреля 1994 г., № 162/94 — Смирнов, Юрий Константинович, Представитель Президента Украины в Донецкой области
78. 14 апреля 1994 г., № 162/94 — Соловьев, Юрий Алексеевич, первый заместитель Министра связи Украины
79. 14 апреля 1994 г., № 162/94 — Сорокин, Анатолий Поликарпович, первый заместитель Министра труда Украины
80. 14 апреля 1994 г., № 162/94 — Сургай, Николай Сафонович, Председатель Государственного комитета Украины по угольной промышленности
81. 14 апреля 1994 г., № 162/94 — Сухомлин, Николай Алексеевич, Представитель Президента Украины в Кировоградской области
82. 14 апреля 1994 г., № 162/94 — Уманец, Михаил Пантелеевич, Председатель Государственного комитета Украины по использованию ядерной энергии
83. 14 апреля 1994 г., № 162/94 — Хананов, Эдуард Ахатович, Представитель Президента Украины в Луганской области
84. 14 апреля 1994 г., № 162/94 — Хоменко, Николай Григорьевич, Секретарь Администрации Президента Украины
85. 14 апреля 1994 г., № 162/94 — Хореев, Виктор Максимович, Представитель Государственного комитета Украины по водному хозяйству
86. 14 апреля 1994 г., № 162/94 — Цибенко, Василий Григорьевич, Представитель Президента Украины в Черкасской области
87. 14 апреля 1994 г., № 162/94 — Чепков, Борис Михайлович, Председатель Государственного комитета Украины по земельным ресурсам
88. 14 апреля 1994 г., № 162/94 — Черныш, Владимир Николаевич, первый заместитель Министра юстиции Украины
89. 14 апреля 1994 г., № 162/94 — Шеберстов, Алексей Николаевич, первый заместитель Министра энергетики и электрификации Украины
90. 14 апреля 1994 г., № 162/94 — Шестаков, Аркадий Николаевич, Председатель Государственного комитета Украины по рыбному хозяйству и рыбной промышленности
91. 14 апреля 1994 г., № 162/94 — Штейнберг, Николай Александрович, Председатель Государственного комитета Украины по ядерной и иррадиационной безопасности
92. 14 апреля 1994 г., № 162/94 — Шульженко, Вадим Федосеевич, первый заместитель председателя Агентства международного сотрудничества и инвестиций
93. 14 апреля 1994 г., № 162/94 — Яворский, Анатолий Степанович, начальник Хозяйственного Управления Кабинета Министров Украины — заместитель Министра Кабинета Министров Украины
94. 14 апреля 1994 г., № 162/94 — Яковина, Николай Михайлович, первый заместитель Министра культуры Украины
95. 14 апреля 1994 г., № 163/94 — Богатырь, Виктор Васильевич, председатель Днепропетровского областного Совета народных депутатов
96. 14 апреля 1994 г., № 163/94 — Боделан, Руслан Борисович, председатель Одесского областного Совета народных депутатов
97. 14 апреля 1994 г., № 163/94 — Бойко, Богдан Фёдорович, председатель Тернопольского областного Совета народных депутатов
98. 14 апреля 1994 г., № 163/94 — Бондаренко, Анатолий Дмитриевич, председатель Сумского областного Совета народных депутатов
99. 14 апреля 1994 г., № 163/94 — Волковецкий, Степан Васильевич, председатель Ивано-Франковского областного Совета народных депутатов
100. 14 апреля 1994 г., № 163/94 — Гопей, Иван Александрович, председатель Полтавского областного Совета народных депутатов
101. 14 апреля 1994 г., № 163/94 — Горынь, Николай Николаевич, председатель Львовского областного Совета народных депутатов
102. 14 апреля 1994 г., № 163/94 — Грицай, Иван Трофимович, председатель Николаевского областного Совета народных депутатов
103. 14 апреля 1994 г., № 163/94 — Долиняк, Владимир Андреевич, председатель Кировоградского областного Совета народных депутатов
104. 14 апреля 1994 г., № 163/94 — Дорчинец, Дмитрий Фёдорович, председатель Закарпатского областного Совета народных депутатов
105. 14 апреля 1994 г., № 163/94 — Капралов, Геннадий Иванович, председатель Черкасского областного Совета народных депутатов
106. 14 апреля 1994 г., № 163/94 — Касьянов, Анатолий Васильевич, председатель Луганского областного Совета народных депутатов
107. 14 апреля 1994 г., № 163/94 — Климчук, Борис Петрович, председатель Волынского областного Совета народных депутатов
108. 14 апреля 1994 г., № 163/94 — Ковбас, Василий Иванович, председатель Черновицкого областного Совета народных депутатов
109. 14 апреля 1994 г., № 163/94 — Кушнеренко, Михаил Михайлович, председатель Херсонского областного Совета народных депутатов
110. 14 апреля 1994 г., № 163/94 — Лисенко, Александр Степанович, председатель Черниговского областного Совета народных депутатов
111. 14 апреля 1994 г., № 163/94 — Мажаров, Петр Иванович, председатель Хмельницкого областного Совета народных депутатов
112. 14 апреля 1994 г., № 163/94 — Нестеренко, Василий Павлович, председатель Киевского городского Совета народных депутатов
113. 14 апреля 1994 г., № 163/94 — Похвальский, Вячеслав Владимирович, председатель Запорожского областного Совета народных депутатов
114. 14 апреля 1994 г., № 163/94 — Прищепа, Петр Куприянович, председатель Ровненского областного Совета народных депутатов
115. 14 апреля 1994 г., № 163/94 — Рашевский, Станислав Ильич, председатель Житомирского областного Совета народных депутатов
116. 14 апреля 1994 г., № 163/94 — Семенов, Виктор Михайлович, председатель Севастопольского городского Совета народных депутатов
117. 14 апреля 1994 г., № 163/94 — Синько, Василий Данилович, председатель Киевского областного Совета народных депутатов
118. 14 апреля 1994 г., № 163/94 — Ткач, Поликарп Ильич, председатель Винницкого областного Совета народных депутатов
119. 14 апреля 1994 г., № 163/94 — Тягло, Владимир Николаевич, председатель Харьковского областного Совета народных депутатов
120. 14 апреля 1994 г., № 163/94 — Чупрун, Вадим Прокопьевич, председатель Донецкого областного Совета народных депутатов
121. 4 мая 1994 г., № 203/94 — Емец, Иван Григорьевич, Председатель Центральной избирательной комиссии по выборам народных депутатов Украины
122. 18 июня 1994 г., № 316/94 — Гришко, Михаил Васильевич, начальник Главного управления контрольно-инспекционных служб Министерства сельского хозяйства и продовольствия Украины
123. 18 июня 1994 г., № 316/94 — Дорогунцов, Сергей Иванович, пенсионер
124. 18 июня 1994 г., № 316/94 — Ещенко, Валентина Николаевна, пенсионерка
125. 18 июня 1994 г., № 316/94 — Золотарёв, Анатолий Иванович, председатель Украинской государственной корпорации промышленности строительных материалов
126. 18 июня 1994 г., № 316/94 — Кислый, Павел Степанович, пенсионер
127. 18 июня 1994 г., № 316/94 — Ленартович, Юрий Сильвестрович, Представитель Президента Украины в Волынской области
128. 18 июня 1994 г., № 316/94 — Павличко, Дмитрий Васильевич, пенсионер
129. 18 июня 1994 г., № 316/94 — Плитин, Владимир Никифорович, президент Украинской государственной строительной корпорации
130. 18 июня 1994 г., № 316/94 — Рябоконь, Василий Петрович, заместитель Министра Кабинета Министров Украины
131. 18 июня 1994 г., № 316/94 — Ястреб, Константин Филиппович, бывший Представитель Президента Украины в Черкасской области (в отставке)
132. 22 июня 1994 г., № 333/94 — Охмакевич, Николай Фёдорович, президент Государственной телерадиовещательной компании Украины
133. 4 августа 1994 г., № 424/94 — Ткачук, Станислав Порфирьевич, председатель Государственного комитета Украины по надзору за охраной труда
134. 19 августа 1994 г., № 453/94 — Тарасенко, Александр Григорьевич, первый заместитель Председателя Фонда государственного имущества Украины
135. 27 августа 1994 г., № 486/94 — Табачник, Дмитрий Владимирович, Глава Администрации Президента Украины
136. 5 октября 1994 г., № 571/94 — Гончарук, Михаил Алексеевич, первый заместитель Министра финансов Украины
137. 5 октября 1994 г., № 571/94 — Жолобов, Виталий Михайлович, председатель Херсонского областного Совета народных депутатов
138. 5 октября 1994 г., № 571/94 — Купин, Петр Александрович, председатель Луганского областного Совета народных депутатов
139. 5 октября 1994 г., № 571/94 — Мельник, Николай Евтихиевич, председатель Винницкого областного Совета народных депутатов
140. 5 октября 1994 г., № 571/94 — Роговой, Василий Васильевич, первый заместитель Министра экономики Украины
141. 5 октября 1994 г., № 571/94 — Тентюк, Виктор Петрович, председатель правления Пенсионного фонда Украины
142. 5 октября 1994 г., № 571/94 — Устич, Сергей Иванович, председатель Закарпатского областного Совета народных депутатов
143. 5 октября 1994 г., № 571/94 — Шаповал, Петр Дмитриевич, председатель Черниговского областного Совета народных депутатов
144. 5 октября 1994 г., № 571/94 — Щербань, Владимир Петрович, председатель Донецкого областного Совета народных депутатов

### 1995
1. 11 января 1995 г., № 31/95 — Сивульский, Николай Иванович, первый заместитель Министра финансов Украины
2. 20 января 1995 г., № 69/95 — Гашицкий, Александр Васильевич, первый заместитель Министра Украины по делам национальностей, миграции и культов
3. 7 марта 1995 г., № 179/95 — Довжок, Евгений Михайлович, Председатель государственного комитета нефтяной, газовой и нефтеперерабатывающей промышленности Украины
4. 16 марта 1995 г., № 229/95 — Онищук, Георгий Ильич, Председатель Государственного комитета Украины по жилищно-коммунальному хозяйству
5. 21 марта 1995 г., № 243/95 — Гончарук, Владимир Яковлевич, Председатель Государственного комитета Украины по вопросам садоводства, виноградарства и винодельческой промышленности
6. 11 апреля 1995 г., № 301/95 — Павликовская, Лада Анатольевна, Председатель Агентства координации международной технической помощи
7. 10 мая 1995 г., № 365/95 — Бугай, Юрий Николаевич, первый заместитель Министра образования Украины
8. 10 мая 1995 г., № 365/95 — Гайдуцкий, Павел Иванович, Председатель Государственного комитета Украины по земельным ресурсам
9. 10 мая 1995 г., № 365/95 — Негода, Александр Алексеевич, генеральный директор Национального космического агентства Украины
10. 12 мая 1995 г., № 369/95 — Кулик, Зиновий Владимирович, Председатель Государственного комитета телевидения и радиовещания Украины
11. 2 июня 1995 г., № 415/95 — Прядко, Владимир Владимирович, заместитель Министра машиностроения, военно-промышленного комплекса и конверсии Украины
12. 23 июня 1995 г., № 470/95 — Марченко, Николай Александрович, Председатель Государственного департамента авиационного транспорта Украины
13. 31 июля 1995 г., № 671/95 — Селивон, Николай Федосович, первый заместитель Министра Кабинета Министров Украины
14. 23 сентября 1995 г., № 1995 г., № 872/95 — Забара, Виктор Михайлович, первый заместитель Министра машиностроения, военно-промышленного комплекса и конверсии Украины
15. 23 сентября 1995 г., № 1995 г., № 872/95 — Леликов, Геннадий Иванович, начальник Главного управления государственной службы при Кабинете Министров Украины
16. 23 сентября 1995 г., № 1995 г., № 872/95 — Сватков, Леонид Борисович, Председатель Государственного комитета Украины по пищевой промышленности
17. 23 сентября 1995 г., № 1995 г., № 872/95 — Яцуба, Владимир Григорьевич, первый заместитель Главы Администрации Президента Украины
18. 27 сентября 1995 г., № 888/95 — Разумков, Александр Васильевич, Первый помощник Президента Украины — Руководитель группы помощников и референтов Президента Украины
19. 17 ноября 1995 г., № 1077/95 — Мозговой, Олег Николаевич, Председатель Государственной комиссии по ценным бумагам и фондовому рынку

### 1996
1. 9 января 1996 г., № 47/96 — Киселёва, Татьяна Николаевна, Председатель Государственного комитета Украины по стандартизации, метрологии и сертификации
2. 9 января 1996 г., № 47/96 — Коваль, Анатолий Дмитриевич, Председатель Государственного комитета Украины по делам религий
3. 2 февраля 1996 г., № 103/96 — Кузнецов, Владимир Алексеевич, Первый помощник Президента Украины — Руководитель группы помощников и референтов Президента Украины
4. 28 мая 1996 г., № 385/96 — Шостак, Анатолий Сергеевич, Председатель Государственного комитета Украины по материальным резервам
5. 2 августа 1996 г., № 627/96 — Буковинский, Станислав Альбинович, первый заместитель Министра финансов Украины
6. 2 августа 1996 г., № 627/96 — Чебров, Виктор Дмитриевич, Председатель Государственного комитета Украины по использованию ядерной энергии
7. 2 сентября 1996 г., № 779/96 — Круглов, Николай Петрович, председатель Николаевской областной государственной администрации
8. 21 октября 1996 г., № 979/96 — Демин, Олег Алексеевич, председатель Харьковской областной государственной администрации
9. 21 октября 1996 г., № 979/96 — Матвиенко, Анатолий Сергеевич, председатель Винницкой областной государственной администрации
10. 21 октября 1996 г., № 979/96 — Омельченко, Александр Александрович, председатель Киевской городской государственной администрации
11. 5 ноября 1996 г., № 1044/96 — Литвин, Владимир Михайлович, Первый помощник Президента Украины — Руководитель группы помощников и референтов Президента Украины
12. 14 декабря 1996 г., № 1208/96 — Громовой, Михаил Филиппович, председатель Кировоградской областной государственной администрации
13. 14 декабря 1996 г., № 1208/96 — Подолев, Игорь Валентинович, первый заместитель Министра внешних экономических связей и торговли Украины
14. 14 декабря 1996 г., № 1208/96 — Сивоконь, Станислав Александрович, Председатель Государственного комитета Украины по делам защиты прав потребителей
15. 14 декабря 1996 г., № 1208/96 — Тахтай, Владимир Епифанович, заместитель Министра финансов Украины — начальник Главного контрольно-ревизионного управления Украины

### 1997
1. 21 января 1997 г., № 41/97 — Кушнарев, Евгений Петрович, Глава Администрации Президента Украины
2. 18 февраля 1997 г., № 154/97 — Некрасова, Любовь Сергеевна, Главный государственный санитарный врач Украины — первый заместитель Министра здравоохранения Украины
3. 18 февраля 1997 г., № 154/97 — Петренко, Виктор Михайлович, председатель Национального совета Украины по вопросам телевидения и радиовещания
4. 18 февраля 1997 г., № 154/97 — Семин, Валерий Александрович, первый заместитель Министра здравоохранения Украины
5. 18 февраля 1997 г., № 154/97 — Холоша, Владимир Иванович, первый заместитель Министра Украины по вопросам чрезвычайных ситуаций и по делам защиты населения от последствий Чернобыльской катастрофы
6. 18 февраля 1997 г., № 154/97 — Чайка, Валентин Семенович, председатель Николаевской областной рады
7. 27 февраля 1997 г., № 181/97 — Третьяков, Валерий Михайлович, председатель Херсонской областной рады
8. 27 февраля 1997 г., № 181/97 — Фоменко, Геннадий Петрович, председатель Луганской областной государственной администрации
9. 2 апреля 1997 г., № 290/97 — Бондаренко, Виктор Дмитриевич, Председатель Государственного комитета Украины по делам религий
10. 2 апреля 1997 г., № 290/97 — Борзов, Валерий Филиппович, Председатель Государственного комитета Украины по физической культуре и спорту
11. 2 апреля 1997 г., № 290/97 — Евтух, Владимир Борисович, Председатель Государственного комитета Украины по делам национальностей и миграции
12. 2 апреля 1997 г., № 290/97 — Пономарев, Иван Дмитриевич, председатель Донецкой областной рады
13. 11 апреля 1997 г., № 320/97 — Гладий, Михаил Васильевич, председатель Львовской областной государственной администрации
14. 26 апреля 1997 г., № 376/97 — Сенькин, Виталий Иванович, Управляющий делами Верховного Совета Украины
15. 6 мая 1997 г., № 390/97 — Щипцов, Александр Анатольевич, генеральный директор Национального агентства морских исследований и технологий при Кабинете Министров Украины
16. 30 мая 1997 г., № 477/97 — Вышиванюк, Михаил Васильевич, председатель Ивано-Франковской областной государственной администрации
17. 30 мая 1997 г., № 477/97 — Дубровский, Владимир Евгеньевич, Руководитель Секретариата Конституционного Суда Украины
18. 30 мая 1997 г., № 477/97 — Ивасюк, Валерий Петрович, председатель Национального комитета по профилактике наркомании и заболевания СПИДом
19. 30 мая 1997 г., № 477/97 — Киселёв, Василий Алексеевич, Постоянный Представитель Президента Украины в Автономной Республике Крым
20. 30 мая 1997 г., № 477/97 — Сорока, Николай Петрович, председатель Ровненской областной государственной администрации
21. 2 июля 1997 г., № 601/97 — Осауленко, Александр Григорьевич, бывший Министр статистики Украины
22. 22 июля 1997 г., № 667/97 — Панчук, Май Иванович, председатель Высшей аттестационной комиссии Украины
23. 23 июля 1997 г., № 672/97 — Малев, Валерий Иванович, бывший Министр машиностроения, военно-промышленного комплекса и конверсии Украины
24. 21 августа 1997 г., № 887/97 — Бойчук, Иван Васильевич, председатель Тернопольской областной рады
25. 21 августа 1997 г., № 887/97 — Фурдычко, Орест Иванович, председатель Львовской областной рады
26. 9 сентября 1997 г., № 968/97 — Маликов, Валерий Васильевич, Первый заместитель Председателя Счетной палаты Верховного Совета Украины
27. 30 сентября 1997 г., № 1072/97 — Касьяненко, Анатолий Иванович, Председатель Государственного комитета Украины по туризму
28. 30 сентября 1997 г., № 1072/97 — Минченко, Анатолий Каленикович, Председатель Государственного комитета Украины по материальным резервам
29. 30 сентября 1997 г., № 1072/97 — Супиханов, Борис Карабаевич, первый заместитель Министра агропромышленного комплекса Украины
30. 5 ноября 1997 г., № 1230/97 — Бондарчук, Иван Николаевич, председатель Винницкой областной рады
31. 5 ноября 1997 г., № 1230/97 — Мазур, Валерий Леонидович, первый заместитель Министра промышленной политики Украины
32. 5 ноября 1997 г., № 1230/97 — Самоплавский, Валерий Иванович, Председатель Государственного комитета лесного хозяйства Украины
33. 10 декабря 1997 г., № 1349/97 — Демиденко, Аркадий Фёдорович, заместитель Министра транспорта Украины
34. 10 декабря 1997 г., № 1349/97 — Худолий, Дмитрий Андреевич, Председатель Государственного комитета связи Украины
35. 10 декабря 1997 г., № 1349/97 — Шведенко, Николай Николаевич, Председатель Государственного комитета рыбного хозяйства Украины
36. 31 декабря 1997 г., № 1410/97 — Братишко, Владимир Михайлович, первый заместитель Министра охраны окружающей природной среды и ядерной безопасности Украины
37. 31 декабря 1997 г., № 1410/97 — Вегера, Светлана Анатольевна, первый заместитель Министра труда и социальной политики Украины

### 1998
1. 27 января 1998 г., № 60/98 — Стычинский, Бронислав Станиславович, первый заместитель Министра юстиции Украины
2. 5 февраля 1998 г., № 88/98 — Сафонцев, Александр Сергеевич, заместитель Председателя Совета министров Автономной Республики Крым
3. 7 февраля 1998 г., № 97/98 — Меркушов, Виктор Тимофеевич, Председатель Государственного комитета Украины по энергосбережению
4. 18 февраля 1998 г., № 134/98 — Герасимчук, Дмитрий Андреевич, первый заместитель Министра угольной промышленности Украины
5. 14 апреля 1998 г., № 295/98 — Каленский, Николай Николаевич, заместитель Министра финансов Украины — начальник Главного контрольно-ревизионного управления Украины
6. 14 апреля 1998 г., № 295/98 — Лучников, Владимир Андреевич, первый заместитель Министра энергетики Украины
7. 14 апреля 1998 г., № 295/98 — Пирожков, Сергей Иванович, директор Национального института украинско-российских отношений при Совете национальной безопасности и обороны Украины
8. 21 апреля 1998 г., № 341/98 — Смышляев, Александр Евгеньевич, первый заместитель Министра охраны окружающей природной среды и ядерной безопасности Украины
9. 27 апреля 1998 г., № 379/98 — Бондарь, Александр Николаевич, первый заместитель Председателя Фонда государственного имущества Украины
10. 7 мая 1998 г., № 424/98 — Ефремов, Александр Сергеевич, председатель Луганской областной государственной администрации
11. 13 мая 1998 г., № 464/98 — Авидзба, Анатолий Мканович, Министр сельского хозяйства и продовольствия Автономной Республики Крым
12. 13 мая 1998 г., № 464/98 — Куратченко, Владимир Александрович, председатель Запорожской областной государственной администрации
13. 13 мая 1998 г., № 464/98 — Луговой, Владимир Илларионович, ректор Украинской Академии государственного управления при Президенте Украины
14. 13 мая 1998 г., № 464/98 — Лушкин, Владимир Андреевич, председатель Житомирской областной государственной администрации
15. 13 мая 1998 г., № 464/98 — Мигдеев, Александр Васильевич, председатель Днепропетровской областной государственной администрации
16. 11 июня 1998 г., № 612/98 — Рудько, Николай Александрович, Председатель Государственного комитета Украины по делам национальностей и миграции
17. 11 июня 1998 г., № 612/98 — Сахань, Иван Яковлевич, первый заместитель Министра труда и социальной политики Украины
18. 11 июня 1998 г., № 613/98 — Берфман, Марк Абрамович, председатель Сумской областной государственной администрации
19. 11 июня 1998 г., № 613/98 — Вовк, Василий Григорьевич, председатель Тернопольской областной государственной администрации
20. 11 июня 1998 г., № 613/98 — Кучер, Борис Александрович, председатель Севастопольской городской государственной администрации
21. 11 июня 1998 г., № 613/98 — Чумак, Николай Фёдорович, председатель Винницкой областной государственной администрации
22. 11 июня 1998 г., № 613/98 — Янукович, Виктор Фёдорович, председатель Донецкой областной государственной администрации
23. 23 июня 1998 г., № 678/98 — Костюченко, Леонид Михайлович, первый заместитель Министра транспорта Украины
24. 23 июня 1998 г., № 678/98 — Кужель, Александра Владимировна, Председатель Государственного комитета Украины по вопросам развития предпринимательства
25. 2 июля 1998 г., № 722/98 — Крюков, Виталий Иванович, первый заместитель Председателя Фонда государственного имущества Украины
26. 22 июля 1998 г., № 807/98 — Шараев, Леонид Гаврилович, заместитель Руководителя аппарата — первый заместитель Руководителя Секретариата Верховного Совета Украины
27. 22 июля 1998 г., № 808/98 — Бауэр, Теофил Иосифович, председатель Черновицкой областной государственной администрации
28. 22 июля 1998 г., № 808/98 — Гриневецкий, Сергей Рафаилович, председатель Одесской областной государственной администрации
29. 22 июля 1998 г., № 808/98 — Колесников, Александр Александрович, председатель Полтавской областной государственной администрации
30. 22 июля 1998 г., № 809/98 — Мусияка, Виктор Лаврентьевич, бывший народный депутат Украины, заместитель Председателя Верховного Совета Украины
31. 9 сентября 1998 г., № 988/98 — Евдокимов, Валерий Александрович. Председатель Высшего совета юстиции
32. 9 сентября 1998 г., № 988/98 — Таранов, Олег Вадимович, Председатель Национального агентства Украины по управлению государственными корпоративными правами
33. 29 сентября 1998 г., № 1073/98 — Буцьо, Зиновий Юрьевич, Председатель Национальной комиссии регулирования электроэнергетики Украины
34. 15 октября 1998 г., № 1144/98 — Скопенко, Виктор Васильевич, председатель Высшей аттестационной комиссии Украины
35. 26 октября 1998 г., № 1182/98 — Башкиров, Михаил Владимирович, председатель Кировоградской областной государственной администрации
36. 26 октября 1998 г., № 1182/98 — Зайчук, Борис Александрович, председатель правления Пенсионного фонда Украины
37. 26 октября 1998 г., № 1182/98 — Захаревич, Михаил Васильевич, первый заместитель Министра культуры и искусств Украины
38. 18 ноября 1998 г., № 1278/98 — Давидович, Ярослав Васильевич, секретарь Центральной избирательной комиссии
39. 7 декабря 1998 г., № 1334/98 — Белоблоцкий, Николай Петрович, Глава Администрации Президента Украины

### 1999
1. 6 февраля 1999 г., № 132/99 — Доценко, Юрий Павлович, первый заместитель Министра Украины по делам науки и технологий
2. 9 февраля 1999 г., № 139/99 — Голубченко, Анатолий Константинович, бывший Первый вице-премьер-министр Украины
3. 23 февраля 1999 г., № 205/99 — Баранюк, Николай Дмитриевич, председатель Киевской областной рады
4. 23 февраля 1999 г., № 205/99 — Березовский, Владимир Петрович, председатель Запорожской областной рады
5. 23 февраля 1999 г., № 205/99 — Войтенко, Архип Борисович, председатель Житомирской областной рады
6. 23 февраля 1999 г., № 205/99 — Дмитрук, Василий Павлович, председатель Волынской областной рады
7. 23 февраля 1999 г., № 205/99 — Дубинин, Эдуард Владиславович, председатель Днепропетровской областной рады
8. 23 февраля 1999 г., № 205/99 — Иванчо, Иван Васильевич, председатель Закарпатской областной рады
9. 23 февраля 1999 г., № 205/99 — Казаков, Юрий Петрович, председатель Одесской областной рады
10. 23 февраля 1999 г., № 205/99 — Калетник, Григорий Николаевич, председатель Винницкой областной рады
11. 23 февраля 1999 г., № 205/99 — Корилкевич, Даниил Михайлович, председатель Ровненской областной рады
12. 23 февраля 1999 г., № 205/99 — Лукьянец, Владимир Лукич, председатель Черкасской областной рады
13. 23 февраля 1999 г., № 205/99 — Митник, Зиновий Николаевич, председатель Ивано-Франковской областной рады
14. 23 февраля 1999 г., № 205/99 — Олейник, Василий Михайлович, председатель Тернопольской областной рады
15. 23 февраля 1999 г., № 205/99 — Пархоменко, Василий Михайлович, председатель Севастопольской городской рады
16. 23 февраля 1999 г., № 205/99 — Полиевец, Александр Васильевич, председатель Полтавской областной рады
17. 23 февраля 1999 г., № 205/99 — Приступа, Николай Иванович, председатель Хмельницкой областной рады
18. 23 февраля 1999 г., № 205/99 — Тихонов, Виктор Николаевич, председатель Луганской областной рады
19. 23 февраля 1999 г., № 205/99 — Шилепницкий, Иван Орестович, председатель Черновицкой областной рады
20. 23 февраля 1999 г., № 206/99 — Новаковский, Леонид Яковлевич, Председатель Государственного комитета Украины по земельным ресурсам
21. 23 февраля 1999 г., № 206/99 — Овчаренко, Петр Павлович, первый заместитель Министра труда и социальной политики Украины
22. 23 февраля 1999 г., № 207/99 — Даниленко, Анатолий Степанович, председатель Черкасской областной государственной администрации
23. 23 февраля 1999 г., № 207/99 — Кальченко, Валерий Михайлович, председатель Кировоградской областной государственной администрации
24. 23 февраля 1999 г., № 207/99 — Лундишев, Виктор Николаевич, председатель Хмельницкой областной государственной администрации
25. 23 февраля 1999 г., № 207/99 — Сенчук, Степан Романович, председатель Львовской областной государственной администрации
26. 27 февраля 1999 г., № 221/99 — Петров, Константин Александрович, первый заместитель Министра внешних экономических связей и торговли Украины
27. 26 марта 1999 г., № 285/99 — Карташов, Евгений Григорьевич, председатель Запорожской областной государственной администрации
28. 5 июля 1999 г., № 802/99 — Гошовский, Сергей Владимирович, Председатель Комитета Украины по вопросам геологии и использования недр
29. 5 июля 1999 г., № 802/99 — Степанов, Виталий Пантелеймонович, руководитель Аппарата Совета национальной безопасности и обороны Украины
30. 15 июля 1999 г., № 860/99 — Гриценко, Анатолий Павлович, бывший Председатель Верховного Совета Автономной Республики Крым
31. 21 июля 1999 г., № 905/99 — Довгий, Станислав Алексеевич, Председатель Государственного комитета Украины по вопросам науки и интеллектуальной собственности
32. 21 июля 1999 г., № 905/99 — Довженко, Валентина Ивановна, Председатель Государственного комитета Украины по делам семьи и молодежи
33. 21 июля 1999 г., № 905/99 — Савенко, Александр Николаевич, Председатель Государственного комитета телевидения и радиовещания Украины
34. 21 июля 1999 г., № 905/99 — Ткачук, Василий Григорьевич, заместитель Руководителя аппарата — Управляющий делами Верховного Совета Украины
35. 21 июля 1999 г., № 905/99 — Шевалев, Валентин Николаевич, первый заместитель Министра внешних экономических связей и торговли Украины
36. 2 августа 1999 г., № 951/99 — Грач, Леонид Иванович, Председатель Верховного Совета Автономной Республики Крым
37. 2 августа 1999 г., № 952/99 — Стельмах, Владимир Семенович, первый заместитель Председателя Правления Национального банка Украины
38. 2 августа 1999 г., № 952/99 — Терпило, Валентин Павлович, заместитель Председателя Правления Национального банка Украины
39. 20 августа 1999 г., № 1027/99 — Швец, Николай Антонович, председатель Днепропетровской областной государственной администрации
40. 26 августа 1999 г., № 1079/99 — Сердюк, Андрей Михайлович, Председатель Национального агентства по контролю за качеством и безопасностью продуктов питания, лекарственных средств и изделий медицинского назначения
41. 15 сентября 1999 г., № 1177/99 — Вербицкий, Александр Евгеньевич, председатель Херсонской областной государственной администрации
42. 15 сентября 1999 г., № 1177/99 — Корнийчук, Анатолий Васильевич, Постоянный Представитель Президента Украины в Автономной Республике Крым
43. 29 сентября 1999 г., № 1237/99 — Балога, Виктор Иванович, председатель Закарпатской областной государственной администрации
44. 29 сентября 1999 г., № 1237/99 — Бутко, Николай Петрович, председатель Черниговской областной государственной администрации
45. 29 сентября 1999 г., № 1237/99 — Юров, Вячеслав Лукич, заместитель Председателя Совета министров Автономной Республики Крым
46. 27 октября 1999 г., № 1401/99 — Жунько, Леонид Михайлович, председатель Севастопольской городской государственной администрации
47. 12 ноября 1999 г., № 1466/99 — Волков, Александр Анатольевич, Председатель Государственного комитета Украины по физической культуре и спорту
48. 12 ноября 1999 г., № 1466/99 — Коломийчук, Василий Степанович, председатель Тернопольской областной государственной администрации
49. 11 декабря 1999 г., № 1557/99 — Лемешев, Виктор Фёдорович, Председатель Республиканского комитета по водному хозяйству Автономной Республики Крым
50. 18 декабря 1999 г., № 1590/99 — Толстоухов, Анатолий Владимирович, Правительственный Секретарь Кабинета Министров Украины
51. 18 декабря 1999 г., № 1591/99 — Иванов, Юрий Иванович, председатель Винницкой областной государственной администрации
52. 18 декабря 1999 г., № 1591/99 — Червонопиский, Сергей Васильевич, председатель Комитета Украины по делам ветеранов войны и военных конфликтов в иностранных государствах

### 2000
1. 4 января 2000 г., № 2/2000 — Гончарук, Андрей Иванович, бывший Министр внешних экономических связей и торговли Украины
2. 4 января 2000 г., № 2/2000 — Лисицкий, Виктор Иванович, Правительственный Секретарь Кабинета Министра Украины
3. 11 января 2000 г., № 40/2000 — Богуцкий, Юрий Петрович, бывший Министр культуры и искусств Украины
4. 9 февраля 2000 г., № 181/2000 — Радченко, Владимир Васильевич, первый заместитель Министра угольной промышленности Украины
5. 9 февраля 2000 г., № 181/2000 — Сибирцев, Василий Иванович, председатель Кировоградской областной рады
6. 21 марта 2000 г., № 476/2000 — Моцный, Василий Кузьмич, председатель Кировоградской областной государственной администрации
7. 3 апреля 2000 г., № 555/2000 — Иваненко, Юрий Викторович, главный контролер — директор департамента контроля банковских и межгосударственных финансово-экономических операций Счетной палаты
8. 3 апреля 2000 г., № 555/2000 — Неведомый, Василий Иванович, главный контролер — директор департамента контроля расходов на государственное управление и национальную безопасность Счетной палаты
9. 7 апреля 2000 г., № 566/2000 — Шевчук, Василий Яковлевич, Руководитель Аппарата Совета национальной безопасности и обороны Украины
10. 7 апреля 2000 г., № 566/2000 — Шевчук, Олег Борисович, Председатель Государственного комитета связи и информатизации Украины
11. 7 апреля 2000 г., № 567/2000 — Марчук, Евгений Кириллович, бывший народный депутат Украины, Председатель Комитета Верховного Совета Украины по вопросам социальной политики и труда
12. 7 апреля 2000 г., № 579/2000 — Гащенко, Михаил Климович, первый заместитель Руководителя Секретариата Верховного Совета Украины — первый помощник Председателя Верховного Совета Украины
13. 14 апреля 2000 г., № 594/2000 — Гаркуша, Алексей Николаевич, председатель Николаевской областной государственной администрации
14. 26 апреля 2000 г., № 621/2000 — Киреев, Александр Иванович, Председатель Государственного казначейства Украины
15. 26 апреля 2000 г., № 621/2000 — Пирог, Руслан Яковлевич, Председатель Государственного комитета архивов Украины
16. 26 апреля 2000 г., № 622/2000 — Коваль, Вячеслав Станиславович, Руководитель аппарата Верховного Совета Украины
17. 23 мая 2000 г., № 705/2000 — Драч, Иван Фёдорович, Председатель Государственного комитета информационной политики, телевидения и радиовещания Украины
18. 23 мая 2000 г., № 705/2000 — Таран, Александр Николаевич, заместитель Руководителя аппарата — Управляющий делами Верховного Совета Украины
19. 23 мая 2000 г., № 705/2000 — Томин, Евгений Фролович, председатель Полтавской областной государственной администрации
20. 12 июня 2000 г., № 782/2000 — Шандра, Татьяна Степановна, бывший Министр экономики Автономной Республики Крым
21. 22 июня 2000 г., № 812/2000 — Чечетов, Михаил Васильевич, первый заместитель Председателя Фонда государственного имущества Украины
22. 11 октября 2000 г., № 1127/2000 — Тулуб, Сергей Борисович, заместитель Секретаря Совета национальной безопасности и обороны Украины
23. 26 декабря 2000 г., № 1380/2000 — Пустовойтенко, Валерий Павлович, бывший Премьер-министр Украины

### 2001
1. 19 марта 2001 г., № 179/2001 — Лузан, Юрий Яковлевич, первый заместитель Министра аграрной политики Украины
2. 19 марта 2001 г., № 180/2001 — Холод, Борис Иванович, председатель Национального совета Украины по вопросам телевидения и радиовещания
3. 11 апреля 2001 г., № 249/2001 — Печеров, Андрей Васильевич, бывший народный депутат Украины, председатель Комиссии Верховного Совета Украины по вопросам планирования, бюджета, финансов и цен
4. 2 июня 2001 г., № 401/2001 — Колесников, Борис Викторович, председатель Донецкой областной рады
5. 2 июня 2001 г., № 401/2001 — Москаленко, Михаил Николаевич, председатель Николаевской областной рады
6. 11 июня 2001 г., № 423/2001 — Ковалев, Василий Алексеевич, председатель Черниговской областной рады
7. 2 июля 2001 г., № 478/2001 — Ехануров, Юрий Иванович, бывший Первый вице-премьер-министр Украины
8. 13 июля 2001 г., № 517/2001 — Петрашко, Петр Геннадьевич, Председатель Государственного казначейства Украины
9. 13 августа 2001 г., № 609/2001 — Солтис, Ярослав Фёдорович, заместитель Председателя Национального банка Украины
10. 15 августа 2001 г., № 622/2001 — Куницын, Сергей Владимирович, бывший Председатель Совета министров Автономной Республики Крым
11. 12 сентября 2001 г., № 826/2001 — Костусев, Алексей Алексеевич, Председатель Антимонопольного комитета Украины
12. 12 сентября 2001 г., № 826/2001 — Стасюк, Василий Луарсабович, Государственный секретарь Министерства культуры и искусств Украины
13. 10 октября 2001 г., № 963/2001 — Данькевич, Иван Петрович, бывший Министр транспорта Украины
14. 20 октября 2001 г., № 999/2001 — Луцко, Василий Степанович, Государственный секретарь Министерства Украины по вопросам чрезвычайных ситуаций и по делам защиты населения от последствий Чернобыльской катастрофы
15. 1 ноября 2001 г., № 1031/2001 — Кавун, Михаил Григорьевич, руководитель Секретариата Центральной избирательной комиссии
16. 1 ноября 2001 г., № 1032/2001 — Рудченко, Николай Николаевич, председатель Житомирской областной государственной администрации
17. 12 ноября 2001 г., № 1066/2001 — Завада, Александр Леонидович, бывший Председатель Антимонопольного комитета Украины
18. 21 декабря 2001 г., № 1246/2001 — Гончарова, Любовь Григорьевна, член Национальной комиссии регулирования электроэнергетики Украины
19. 21 декабря 2001 г., № 1246/2001 — Котко, Василий Григорьевич, член Национальной комиссии регулирования электроэнергетики Украины

### 2002
1. 25 января 2002 г., № 72/2002 — Бобылева, Ольга Александровна, первый заместитель Государственного секретаря Министерства здравоохранения Украины
2. 25 января 2002 г., № 72/2002 — Лавринович, Александр Владимирович, Государственный секретарь Министерства юстиции Украины
3. 7 февраля 2002 г., № 110/2002 — Сташевский, Станислав Телисфорович, бывший Министр топлива и энергетики Украины
4. 14 февраля 2002 г., № 136/2002 — Рыжук, Сергей Николаевич, Государственный секретарь Министерства аграрной политики Украины
5. 14 февраля 2002 г., № 136/2002 — Шевчук, Сергей Владимирович, Государственный секретарь Министерства здравоохранения Украины
6. 26 марта 2002 г., № 299/2002 — Сенищ, Павел Николаевич, заместитель Председателя Национального банка Украины
7. 26 марта 2002 г., № 299/2002 — Шаповалов, Анатолий Васильевич, первый заместитель Председателя Национального банка Украины
8. 19 апреля 2002 г., № 354/2002 — Олейник, Александр Николаевич, Государственный секретарь Министерства обороны Украины
9. 19 апреля 2002 г., № 354/2002 — Першин, Владимир Леонидович, Государственный секретарь Министерства экономики и по вопросам европейской интеграции Украины
10. 19 апреля 2002 г., № 354/2002 — Середа, Григорий Порфирьевич, Председатель Государственного комитета Украины по делам национальностей и миграции
11. 25 апреля 2002 г., № 385/2002 — Ковальчук, Трофим Тихонович, заместитель Секретаря Совета национальной безопасности и обороны Украины
12. 25 апреля 2002 г., № 385/2002 — Максюта, Анатолий Аркадьевич, Государственный секретарь Министерства финансов Украины
13. 25 апреля 2002 г., № 385/2002 — Руденко, Василий Николаевич, председатель Национальной службы посредничества и примирения
14. 17 мая 2002 г., № 467/2002 — Станик, Сюзанна Романовна, бывший Министр юстиции Украины
15. 6 июня 2002 г., № 528/2002 — Бережной, Алексей Николаевич, Государственный секретарь Министерства финансов Украины — председатель Государственного департамента финансового мониторинга
16. 6 июня 2002 г., № 528/2002 — Гончар, Николай Викторович, Председатель Государственного комитета связи и информатизации Украины
17. 6 июня 2002 г., № 528/2002 — Коцемир, Виктор Францевич, председатель Винницкой областной государственной администрации
18. 6 июня 2002 г., № 528/2002 — Курницкий, Иван Иванович, председатель Тернопольской областной государственной администрации
19. 6 июня 2002 г., № 528/2002 — Янкив, Мирон Дмитриевич, председатель Львовской областной государственной администрации
20. 10 июля 2002 г., № 630/2002 — Падалко, Виктор Григорьевич, Государственный секретарь Министерства промышленной политики Украины
21. 25 июля 2002 г., № 662/2002 — Дейч, Борис Давидович, Председатель Верховного Совета Автономной Республики Крым
22. 25 июля 2002 г., № 662/2002 — Колисниченко, Николай Васильевич, Председатель Государственного комитета лесного хозяйства Украины
23. 27 августа 2002 г., № 772/2002 — Абдуллаев, Эльбрус Фарман оглы, Государственный секретарь Министерства транспорта Украины
24. 27 августа 2002 г., № 772/2002 — Зайчук, Валентин Александрович, Руководитель Аппарата Верховного Совета Украины
25. 27 августа 2002 г., № 772/2002 — Куцик, Иван Маркович, первый заместитель Руководителя Аппарата Верховного Совета Украины — управляющий делами
26. 27 августа 2002 г., № 772/2002 — Поляченко, Юрий Владимирович. Государственный секретарь Министерства здравоохранения Украины
27. 27 августа 2002 г., № 773/2002 — Цыбух, Валерий Иванович, Председатель Государственной туристической администрации Украины
28. 26 сентября 2002 г., № 877/2002 — Диденко, Александр Николаевич, Постоянный Представитель Президента Украины в Автономной Республике Крым
29. 15 ноября 2002 г., № 1046/2002 — Ризак, Иван Михайлович, председатель Закарпатской областной государственной администрации
30. 15 ноября 2002 г., № 1046/2002 — Шинкарь, Александр Иванович, руководитель секретариата Высшего совета юстиции
31. 22 ноября 2002 г., № 1057/2002 — Митюков, Игорь Александрович, бывший Министр финансов Украины
32. 23 декабря 2002 г., № 1204/2002 — Крупко, Петр Николаевич, заместитель Государственного секретаря Кабинета Министров Украины, директор Юридического департамента Секретариата Кабинета Министров Украины
33. 23 декабря 2002 г., № 1204/2002 — Мотренко, Тимофей Валентинович, заместитель Государственного секретаря Кабинета Министров Украины, директор Департамента связей с Верховной Радой Украины и мониторинга информации Секретариата Кабинета Министров Украины
34. 23 декабря 2002 г., № 1204/2002 — Нестеренко, Наталья Ивановна, заместитель Государственного секретаря Кабинета Министров Украины, директор Департамента экономической политики Секретариата Кабинета Министров Украины
35. 23 декабря 2002 г., № 1204/2002 — Шнипко, Александр Сергеевич, первый заместитель Государственного секретаря Кабинета Министров Украины

### 2003
1. 4 января 2003 г., № 5/2003 — Козаченко, Леонид Петрович, бывший Вице-премьер-министр Украины
2. 11 января 2003 г., № 16/2003 — Школьник, Леонид Семенович, Председатель Государственного комитета Украины по вопросам технического регулирования и потребительской политики
3. 14 января 2003 г., № 18/2003 — Шлапак, Александр Витальевич, бывший Министр экономики и по вопросам европейской интеграции Украины
4. 1 февраля 2003 г., № 55/2003 — Близнюк, Анатолий Михайлович, председатель Донецкой областной государственной администрации
5. 1 февраля 2003 г., № 55/2003 — Лешенко, Вадим Алексеевич, председатель Черкасской областной государственной администрации
6. 1 февраля 2003 г., № 55/2003 — Сергеев, Юрий Анатольевич, Государственный секретарь Министерства иностранных дел Украины
7. 4 марта 2003 г., № 186/2003 — Гальчинский, Анатолий Степанович, Советник Президента Украины — Директор Национального института стратегических исследований
8. 4 марта 2003 г., № 187/2003 — Левочкин, Сергей Владимирович, Первый помощник Президента Украины
9. 13 марта 2003 г., № 216/2003 — Ярошенко, Фёдор Алексеевич, Государственный секретарь Министерства финансов Украины
10. 21 апреля 2003 г., № 347/2003 — Гуржий, Сергей Григорьевич, Государственный секретарь Министерства финансов Украины — председатель Государственного департамента финансового мониторинга
11. 21 апреля 2003 г., № 347/2003 — Карабань, Владимир Яковлевич, Председатель Государственной судебной администрации Украины
12. 21 апреля 2003 г., № 347/2003 — Костенко, Николай Павлович, Председатель Государственного комитета Украины по вопросам физической культуры и спорта
13. 21 апреля 2003 г., № 347/2003 — Пятницкий, Валерий Тезиевич, Государственный секретарь по вопросам европейской интеграции Министерства экономики и по вопросам европейской интеграции Украины
14. 21 апреля 2003 г., № 347/2003 — Сторчак, Сергей Александрович, Председатель Государственного комитета Украины по надзору за охраной труда
15. 21 апреля 2003 г., № 347/2003 — Хропатый, Борис Фёдорович, Секретарь Счетной палаты
16. 8 мая 2003 г., № 391/2003 — Продан, Юрий Васильевич, Председатель Национальной комиссии регулирования электроэнергетики Украины
17. 3 июня 2003 г., № 475/2003 — Андрианов, Виктор Михайлович, Государственный секретарь Министерства культуры и искусств Украины
18. 3 июня 2003 г., № 475/2003 — Ельченко, Владимир Юрьевич, Государственный секретарь Министерства иностранных дел Украины
19. 3 июня 2003 г., № 475/2003 — Чалый, Александр Александрович, Государственный секретарь Министерства иностранных дел Украины по вопросам европейской интеграции
20. 5 июля 2003 г., № 575/2003 — Яценко, Олег Владимирович, Председатель Государственного комитета связи и информатизации Украины
21. 18 августа 2003 г., № 857/2003 — Романив, Михаил Васильевич, председатель Черновицкой областной государственной администрации
22. 18 августа 2003 г., № 857/2003 — Черновол, Михаил Иванович, председатель Кировоградской областной государственной администрации
23. 18 августа 2003 г., № 857/2003 — Шульга, Юрий Иванович, Председатель Государственного комитета Украины по энергосбережению
24. 27 августа 2003 г., № 914/2003 — Загородный, Юрий Иванович, Первый заместитель Главы Администрации Президента Украины
25. 27 августа 2003 г., № 928/2003 — Грищенко, Вадим Васильевич, Председатель Государственного комитета ядерного регулирования Украины
26. 27 августа 2003 г., № 928/2003 — Огородник, Виктор Саввич, главный контролер — директор департамента контроля расходов на АПК и производственную инфраструктуру Счетной палаты
27. 27 августа 2003 г., № 928/2003 — Пилипенко, Вячеслав Павлович, главный контролер — директор департамента контроля за соблюдением законодательства по вопросам бюджета Счетной палаты
28. 27 августа 2003 г., № 929/2003 — Кротюк, Владимир Леонидович, заместитель Председателя Национального банка Украины
29. 29 сентября 2003 г., № 1111/2003 — Мачулин, Владимир Фёдорович, Председатель Высшей аттестационной комиссии Украины
30. 29 сентября 2003 г., № 1111/2003 — Удовиченко, Александр Васильевич, председатель Полтавской областной государственной администрации
31. 25 октября 2003 г., № 1214/2003 — Зленко, Анатолий Максимович, бывший Министр иностранных дел Украины
32. 29 октября 2003 г., № 1224/2003 — Рябец, Михаил Михайлович, Председатель Центральной избирательной комиссии
33. 18 ноября 2003 г., № 1312/2003 — Черкасский, Игорь Борисович, первый заместитель Руководителя Государственного управления делами
34. 20 ноября 2003 г., № 1322/2003 — Семчук, Григорий Михайлович, Председатель Государственного комитета Украины по вопросам жилищно-коммунального хозяйства
35. 27 ноября 2003 г., № 1368/2003 — Гнатцов, Олег Георгиевич, Руководитель аппарата Совета национальной безопасности и обороны Украины
36. 27 ноября 2003 г., № 1368/2003 — Прокофьев, Юрий Михайлович, заместитель Секретаря Совета национальной безопасности и обороны Украины — Председатель Комитета по политике военно-технического сотрудничества и экспортного контроля при Президенте Украины
37. 25 декабря 2003 г., № 1495/2003 — Гнибиденко, Иван Фёдорович, первый заместитель Министра труда и социальной политики Украины
38. 25 декабря 2003 г., № 1495/2003 — Сташук, Василий Андреевич, Председатель Государственного комитета Украины по водному хозяйству

### 2004
1. 3 февраля 2004 г., № 125/2004 — Заяц, Анатолий Павлович, первый заместитель Министра юстиции Украины — руководитель аппарата
2. 21 апреля 2004 г., № 467/2004 — Бондик, Валерий Анатольевич, член Центральной избирательной комиссии
3. 21 апреля 2004 г., № 467/2004 — Дубовик, Сергей Олегович, член Центральной избирательной комиссии
4. 21 апреля 2004 г., № 467/2004 — Качур, Игорь Анатольевич, член Центральной избирательной комиссии
5. 21 апреля 2004 г., № 467/2004 — Князевич, Руслан Петрович, член Центральной избирательной комиссии
6. 21 апреля 2004 г., № 467/2004 — Магера, Андрей Иосифович, член Центральной избирательной комиссии
7. 21 апреля 2004 г., № 467/2004 — Моргун, Анатолий Дмитриевич, руководитель Секретариата Центральной избирательной комиссии
8. 21 апреля 2004 г., № 467/2004 — Охендовский, Михаил Владимирович, член Центральной избирательной комиссии
9. 21 апреля 2004 г., № 468/2004 — Компаниец, Василий Александрович, председатель Кировоградской областной государственной администрации
10. 28 мая 2004 г., № 591/2004 — Черных, Сергей Петрович, заместитель Секретаря Совета национальной безопасности и обороны Украины
11. 16 июля 2004 г., № 806/2004 — Гуржий, Андрей Николаевич, первый заместитель Министра образования и науки Украины
12. 30 августа 2004 г., № 1019/2004 — Григоренко, Евгений Николаевич, первый заместитель Председателя Фонда государственного имущества Украины
13. 30 августа 2004 г., № 1019/2004 — Кияшко, Юрий Иванович, член Национальной комиссии регулирования электроэнергетики Украины
14. 30 августа 2004 г., № 1019/2004 — Удовина, Ольга Максимовна, Министр Совета министров Автономной Республики Крым
15. 9 сентября 2004 г., № 1056/2004 — Гриб, Юрий Васильевич, заместитель Секретаря Совета национальной безопасности и обороны Украины
16. 17 сентября 2004 г., № 1100/2004 — Цимбалюк, Михаил Михайлович, председатель Тернопольской областной государственной администрации
17. 20 сентября 2004 г., № 1106/2004 — Петроченко, Юрий Адамович, заместитель Секретаря Совета национальной безопасности и обороны Украины
18. 23 сентября 2004 г., № 1113/2004 — Злочевский, Николай Владиславович, Председатель Государственного комитета природных ресурсов Украины
19. 23 сентября 2004 г., № 1113/2004 — Раенко, Владимир Николаевич, первый заместитель Председателя Совета министров Автономной Республики Крым
20. 9 ноября 2004 г., № 1386/2004 — Легейда, Александр Сергеевич, Председатель Государственной службы экспортного контроля Украины
21. 9 ноября 2004 г., № 1388/2004 — Солдатенко, Николай Алексеевич, первый заместитель Министра труда и социальной политики Украины — руководитель аппарата
22. 21 декабря 2004 г., № 1512/2004 — Лешик, Виктор Константинович, член Национального совета Украины по вопросам телевидения и радиовещания
23. 24 декабря 2004 г., № 1528/2004 — Гафаров, Эдип, заместитель Председателя Совета министров Автономной Республики Крым
24. 29 декабря 2004 г., № 1573/2004 — Авксентьев, Юрий Анатольевич, Председатель Государственного комитета Украины по вопросам регуляторной политики и предпринимательства

### 2005
1. 5 января 2005 г., № 13/2005 — Бабенко, Геннадий Александрович, заместитель Председателя Совета министров Автономной Республики Крым
2. 5 января 2005 г., № 13/2005 — Максимов, Владимир Алексеевич, Председатель Государственной службы Украины по надзору за обеспечением безопасности авиации
3. 5 января 2005 г., № 13/2005 — Петренко, Валерий Викторович, Председатель Государственного комитета Украины по энергосбережению
4. 17 января 2005 г., № 37/2005 — Капитула, Александр Георгиевич, Председатель Государственного комитета Украины по вопросам преодоления последствий Чернобыльской катастрофы
5. 17 января 2005 г., № 38/2005 — Грищенко, Вадим Васильевич, Председатель Государственного комитета ядерного регулирования Украины
6. 22 января 2005 г., № 80/2005 — Подпалов, Леонид Васильевич, заместитель Главы Администрации Президента Украины
7. 12 февраля 2005 г., № 250/2005 — Кремень, Василий Григорьевич, бывший Министр образования и науки Украины
8. 25 февраля 2005 г., № 334/2005 — Мельник, Николай Иванович, заместитель Председателя Центральной избирательной комиссии
9. 25 февраля 2005 г., № 334/2005 — Усенко-Черная, Жанна Ивановна, член Центральной избирательной комиссии
10. 25 февраля 2005 г., № 334/2005 — Шелудько, Валерий Евгеньевич, член Центральной избирательной комиссии
11. 17 марта 2005 г., № 486/2005 — Шелест, Николай Анатольевич, Председатель Высшего совета юстиции
12. 11 апреля 2005 г., № 626/2005 — Умеров, Ильми Рустемович, заместитель Председателя Верховного Совета Автономной Республики Крым
13. 20 апреля 2005 г., № 700/2005 — Шаго, Евгений Петрович, первый заместитель Министра Кабинета Министров Украины
14. 7 мая 2005 г., № 773/2005 — Третьяков, Александр Юрьевич, Первый помощник Президента Украины
15. 16 мая 2005 г., № 796/2005 — Атрошенко, Владислав Анатольевич, председатель Черниговской областной государственной администрации
16. 16 мая 2005 г., № 796/2005 — Берадзе, Георгий Риносиевич, заместитель Министра Кабинета Министров Украины
17. 16 мая 2005 г., № 796/2005 — Данилов, Алексей Мячеславович, председатель Луганской областной государственной администрации
18. 16 мая 2005 г., № 796/2005 — Дашкевич, Андрей Викторович, Председатель Государственного комитета Украины по вопросам регуляторной политики и предпринимательства
19. 16 мая 2005 г., № 796/2005 — Миколайчук, Елена Анатольевна, Председатель Государственного комитета ядерного регулирования Украины
20. 16 мая 2005 г., № 796/2005 — Назаренко, Юрий Николаевич, заместитель Министра Кабинета Министров Украины
21. 16 мая 2005 г., № 796/2005 — Ратушняк, Иван Степанович, заместитель Министра Кабинета Министров Украины
22. 16 мая 2005 г., № 796/2005 — Силенков, Борис Витальевич, председатель Херсонской областной государственной администрации
23. 16 мая 2005 г., № 796/2005 — Черевко, Александр Владимирович, председатель Черкасской областной государственной администрации
24. 23 мая 2005 г., № 832/2005 — Моцик, Александр Фёдорович, Первый заместитель Государственного секретаря Украины
25. 1 июня 2005 г., № 899/2005 — Васюник, Иван Васильевич, Первый заместитель Государственного секретаря Украины
26. 3 июня 2005 г., № 904/2005 — Гладуняк, Иван Васильевич, председатель Хмельницкой областной государственной администрации
27. 3 июня 2005 г., № 904/2005 — Лаврик, Николай Иванович, председатель Сумской областной государственной администрации
28. 3 июня 2005 г., № 904/2005 — Плаксюк, Юрий Александрович, член Национального совета Украины по вопросам телевидения и радиовещания
29. 26 июля 2005 г., № 1129/2005 — Гайдук, Олег Васильевич, Председатель Национальной комиссии по вопросам регулирования связи Украины
30. 5 августа 2005 г., № 1154/2005 — Намяк, Евгений Дмитриевич, председатель Республиканского комитета по жилищно-коммунальному хозяйству Автономной Республики Крым
31. 22 августа 2005 г., № 1191/2005 — Ткачук, Виктор Артурович, Руководитель Службы стратегического планирования и разработок Секретариата Президента Украины
32. 12 сентября 2005 г., № 1267/2005 — Алексеев, Юрий Сергеевич, Генеральный директор Национального космического агентства Украины
33. 12 сентября 2005 г., № 1267/2005 — Балаклицкий, Иван Ильич, Председатель Государственной судебной администрации Украины
34. 12 сентября 2005 г., № 1267/2005 — Ивченко, Алексей Григорьевич, первый заместитель Министра топлива и энергетики Украины — председатель правления Национальной акционерной компании «Нафтогаз Украины»
35. 12 сентября 2005 г., № 1267/2005 — Лизун, Степан Алексеевич, первый заместитель Министра охраны окружающей природной среды Украины
36. 12 сентября 2005 г., № 1267/2005 — Ткач, Роман Владимирович, председатель Ивано-Франковской областной государственной администрации
37. 12 сентября 2005 г., № 1267/2005 — Флиссак, Ярослав Антонович, главный контролер — директор департамента по вопросам науки и гуманитарной сферы Счетной палаты
38. 22 сентября 2005 г., № 1311/2005 — Рыбачук, Олег Борисович, Государственный секретарь Украины
39. 19 октября 2005 г., № 1465/2005 — Бондарь, Владимир Налькович, председатель Волынской областной государственной администрации
40. 28 октября 2005 г., № 1519/2005 — Олейник, Петр Михайлович, председатель Львовской областной государственной администрации
41. 28 октября 2005 г., № 1520/2005 — Павленко, Владимир Петрович, первый заместитель Министра Кабинета Министров Украины
42. 21 ноября 2005 г., № 1638/2005 — Ганыш, Василий Васильевич, министр Совета министров Автономной Республики Крым
43. 21 ноября 2005 г., № 1638/2005 — Закорецкий, Владимир Николаевич, заместитель Председателя Верховного Совета Автономной Республики Крым
44. 21 ноября 2005 г., № 1638/2005 — Рубан, Наталья Ивановна, Председатель Главного контрольно-ревизионного управления Украины
45. 14 декабря 2005 г., № 1762/2005 — Кулиш, Владимир Иванович, Постоянный Представитель Президента Украины в Автономной Республике Крым

### 2006
1. 21 января 2006 г., № 53/2006 — Шаповал, Владимир Николаевич, Представитель Президента Украины в Конституционном Суде Украины
2. 23 января 2006 г., № 61/2006 — Перехода, Иван Васильевич, заместитель Председателя Секретариата Президента Украины
3. 26 января 2006 г., № 68/2006 — Галака, Александр Иванович, начальник Главного управления разведки Министерства обороны Украины
4. 31 января 2006 г., № 83/2006 — Толстенко, Владимир Леонидович, руководитель аппарата Высшего хозяйственного суда Украины
5. 20 февраля 2006 г., № 147/2006 — Червоненко, Евгений Альфредович, бывший Министр транспорта и связи Украины
6. 2 июня 2006 г., № 472/2006 — Витковская, Лариса Владимировна, главный контролер — директор департамента по вопросам социальной политики и государственного управления Счетной палаты
7. 2 июня 2006 г., № 472/2006 — Зипир, Андрей Петрович, главный контролер — директор департамента по вопросам топливно-энергетического комплекса и промышленности Счетной палаты
8. 23 июня 2006 г., № 570/2006 — Новиков, Владимир Иванович, первый заместитель Министра угольной промышленности Украины
9. 11 июля 2006 г., № 605/2006 — Москаль, Геннадий Геннадьевич, Постоянный Представитель Президента Украины в Автономной Республике Крым
10. 3 августа 2006 г., № 672/2006 — Буца, Богдан Эммануилович, Министр Кабинета Министров Украины
11. 4 августа 2006 г., № 673/2006 — Андрийчук, Юрий Андреевич, председатель Житомирской областной государственной администрации
12. 4 августа 2006 г., № 673/2006 — Михайлов, Евгений Анатольевич, первый заместитель Председателя Совета министров Автономной Республики Крым
13. 4 сентября 2006 г., № 734/2006 — Шаповалов, Олег Владимирович, бывший председатель Харьковской областной рады
14. 13 октября 2006 г., № 873/2006 — Абдуллаев, Азиз Рефатович, первый заместитель Председателя Совета министров Автономной Республики Крым
15. 31 октября 2006 г., № 914/2006 — Бондарь, Виктор Васильевич, бывший Министр транспорта и связи Украины
16. 31 октября 2006 г., № 914/2006 — Полищук, Николай Ефремович, бывший Министр здравоохранения Украины
17. 31 октября 2006 г., № 914/2006 — Шандра, Владимир Николаевич, бывший Министр промышленной политики Украины
18. 31 октября 2006 г., № 914/2006 — Яценюк, Арсений Петрович, бывший Министр экономики Украины
19. 2 ноября 2006 г., № 927/2006 — Качур, Павел Степанович, бывший Министр строительства, архитектуры и жилищно-коммунального хозяйства Украины
20. 20 ноября 2006 г., № 974/2006 — Плачков, Иван Васильевич, бывший Министр топлива и энергетики Украины
21. 20 ноября 2006 г., № 976/2006 — Лиховой, Игорь Дмитриевич, бывший Министр культуры и туризма Украины
22. 15 декабря 2006 г., № 1089/2006 — Игнатенко, Павел Николаевич, бывший Министр охраны окружающей природной среды Украины
23. 15 декабря 2006 г., № 1090/2006 — Павленко, Юрий Алексеевич, бывший Министр Украины по делам семьи, молодежи и спорта

### 2007
1. 25 января 2007 г., № 44/2007 — Гайдук, Виталий Анатольевич, бывший Вице-премьер-министр Украины
2. 1 февраля 2007 г., № 67/2007 — Репринцев, Владимир Фёдорович, Руководитель Службы государственных наград и геральдики Секретариата Президента Украины
3. 2 февраля 2007 г., № 74/2007 — Демченко, Руслан Михайлович, Руководитель Офиса Президента Украины Секретариата Президента Украины
4. 2 февраля 2007 г., № 75/2007 — Луценко, Юрий Витальевич, бывший Министр внутренних дел Украины
5. 13 февраля 2007 г., № 106/2007 — Грищенко, Константин Иванович, бывший Министр иностранных дел Украины
6. 3 марта 2007 г., № 170/2007 — Изовитова, Лидия Павловна, заместитель Председателя Высшего совета юстиции
7. 16 мая 2007 г., № 416/2007 — Деева, Надежда Николаевна, председатель Днепропетровской областной государственной администрации
8. 16 мая 2007 г., № 416/2007 — Домбровский, Александр Георгиевич, председатель Винницкой областной государственной администрации
9. 16 мая 2007 г., № 416/2007 — Логвиненко, Владимир Иванович, председатель Донецкой областной государственной администрации
10. 16 мая 2007 г., № 416/2007 — Стойко, Иван Михайлович, председатель Тернопольской областной государственной администрации
11. 11 июня 2007 г., № 52-0/2007 — Донич, Сергей Георгиевич, министр здравоохранения Автономной Республик Крым
12. 5 июля 2007 г., № 602/2007 — Пухтинский, Николай Александрович, Председатель Фонда содействия местному самоуправлению Украины
13. 9 июля 2007 г., № 618/2007 — Светелик, Александр Дмитриевич, заместитель руководителя департамента по вопросам энергетической и ядерной безопасности — руководитель управления энергетической безопасности Аппарата Совета национальной безопасности и обороны Украины
14. 20 июля 2007 г., № 656/2007 — Лебедева, Татьяна Яковлевна, член Национального совета Украины по вопросам телевидения и радиовещания
15. 13 августа 2007 г., № 702/2007 — Головань, Михаил Михайлович, главный контролер — директор департамента по вопросам финансовой и бюджетной политики Счетной палаты
16. 24 октября 2007 г., № 997/2007 — Яременко, Александр Степанович, заместитель Председателя Счетной палаты
17. 24 октября 2007 г., № 998/2008 — Макуха, Владимир Алексеевич, бывший Министр экономики Украины
18. 7 ноября 2007 г., № 1071/2007 — Забела, Юрий Владимирович, председатель Житомирской областной государственной администрации
19. 7 ноября 2007 г., № 1071/2007 — Палийчук, Николай Васильевич, председатель Ивано-Франковской областной государственной администрации
20. 7 ноября 2007 г., № 1071/2007 — Чижмарь, Юрий Васильевич, председатель Тернопольской областной государственной администрации
21. 9 ноября 2007 г., № 1082/2007 — Евдоченко, Александр Леонидович, Руководитель Главной службы кадровой политики Секретариата Президента Украины
22. 9 ноября 2007 г., № 1082/2007 — Пукшин, Игорь Гелярович, заместитель Главы Секретариата Президента Украины — Уполномоченный Президента Украины по вопросам контроля за деятельностью Службы безопасности Украины
23. 9 ноября 2007 г., № 1083/2007 — Аваков, Арсен Борисович, председатель Харьковской областной государственной администрации
24. 9 ноября 2007 г., № 1083/2007 — Антипов, Александр Николаевич, председатель Луганской областной государственной администрации
25. 9 ноября 2007 г., № 1083/2007 — Гаваши, Олег Олодарович, председатель Закарпатской областной государственной администрации
26. 9 ноября 2007 г., № 1083/2007 — Матчук, Виктор Иосифович, председатель Ровненской областной государственной администрации
27. 16 ноября 2007 г., № 1105/2007 — Корниенко, Владимир Владимирович, первый заместитель Министра транспорта и связи Украины
28. 27 декабря 2007 г., № 1291/2007 — Ященко, Юрий Петрович, первый заместитель Министра угольной промышленности Украины

### 2008
1. 31 января 2008 г., № 72/2008 — Самусь, Георгий Юрьевич, главный контролер — директор департамента по вопросам поступления и использования средств государственного бюджета в регионах Счетной палаты
2. 4 февраля 2008 г., № 85/2008 — Гавчук, Иван Карлович, председатель Хмельницкой областной государственной администрации
3. 4 февраля 2008 г., № 85/2008 — Романюк, Николай Ярославович, председатель Волынской областной государственной администрации
4. 4 февраля 2008 г., № 85/2008 — Сердюк, Николай Дмитриевич, председатель Одесской областной государственной администрации
5. 23 апреля 2008 г., № 390/2008 — Гребенюк, Валерий Николаевич, первый заместитель Руководителя Главной службы внешней политики Секретариата Президента Украины
6. 23 апреля 2008 г., № 390/2008 — Соболев, Борис Владимирович, заместитель Секретаря Совета национальной безопасности и обороны Украины
7. 2 июня 2008 г., № 500/2008 — Розенко, Павел Валерьевич, первый заместитель Министра труда и социальной политики Украины
8. 9 июня 2008 г., № 524/2008 — Долгов, Игорь Алексеевич, Руководитель Главной службы внешней политики Секретариата Президента Украины
9. 10 сентября 2008 г., № 825/2008 — Балюк, Анатолий Иванович, Председатель Государственной комиссии по ценным бумагам и фондовому рынку
10. 17 октября 2008 г., № 943/2008 — Кмить, Николай Иванович, председатель Львовской областной государственной администрации
11. 17 октября 2008 г., № 943/2008 — Старух, Александр Васильевич, председатель Запорожской областной государственной администрации
12. 7 ноября 2008 г., № 1004/2008 — Тютюнник, Вадим Петрович, заместитель руководителя департамента по вопросам военной безопасности Аппарата Совета национальной безопасности и обороны Украины

### 2009
1. 23 января 2009 г., № 36/2009 — Романюк, Сергей Андреевич, первый заместитель министра экономики Украины
2. 18 марта 2009 г., № 170/2009 — Стасенко, Игорь Викторович, руководитель Главной службы документального обеспечения Секретариата Президента Украины
3. 16 апреля 2009 г., № 249/2009 — Приходько, Владимир Панасович, ректор Национальной академии государственного управления при Президенте Украины
4. 27 мая 2009 г., № 373/2009 — Окис, Александр Ярославович, председатель Национальной службы посредничества и примирения
5. 4 июня 2009 г., № 403/2009 — Ермилов, Сергей Фёдорович, Председатель Национального агентства Украины по вопросам обеспечения эффективного использования энергетических ресурсов
6. 4 июня 2009 г., № 406/2009 — Михеенко, Ростислав Михайлович, руководитель Службы обеспечения связей с Конституционным Судом Украины и Центральной избирательной комиссией Секретариата Президента Украины
7. 9 июня 2009 г., № 422/2009 — Наливайченко, Валентин Александрович, Председатель Службы безопасности Украины
8. 10 июня 2009 г., № 426/2009 — Ивченко, Виктор Анатольевич, Председатель Государственного агентства Украины по инвестициям и инновациям
9. 12 июня 2009 г., № 429/2009 — Ливинский, Михаил Александрович, руководитель Аппарата Премьер-министра Украины
10. 17 июня 2009 г., № 449/2009 — Моисеенко, Виктор Николаевич, Руководитель Службы по вопросам помилования Секретариата Президента Украины
11. 17 июня 2009 г., № 449/2009 — Оленцевич, Раиса Николаевна, Руководитель Службы по вопросам гражданства Секретариата Президента Украины
12. 17 июня 2009 г., № 449/2009 — Солодкий, Ростислав Дмитриевич, заместитель Руководителя Службы обеспечения связей с Конституционным Судом Украины и Центральной избирательной комиссией Секретариата Президента Украины
13. 26 июня 2009 г., № 464/2009 — Руденко, Валентина Степановна, заместитель Главы Секретариата Президента Украины
14. 8 июля 2009 г., № 527/2009 — Бузало, Виктор Иосифович, заместитель руководителя Службы государственных наград и геральдики — заведующий отделом Секретариата Президента Украины
15. 8 июля 2009 г., № 527/2009 — Буркацкий, Дмитрий Алексеевич, первый заместитель Руководителя Главной службы документального обеспечения Секретариата Президента Украины
16. 8 июля 2009 г., № 527/2009 — Олексийко, Николай Николаевич, заместитель Руководителя Главной службы по вопросам гуманитарного развития Секретариата Президента Украины
17. 8 июля 2009 г., № 527/2009 — Фролова, Марина Юрьевна, заместитель руководителя Главной службы документального обеспечения — руководитель департамента Секретариата Президента Украины
18. 13 июля 2009 г., № 539/2009 — Соболь, Валерий Анатольевич, заместитель Руководителя Службы по вопросам обращений граждан — руководитель департамента Секретариата Президента Украины
19. 27 июля 2009 г., № 578/2009 — Шевляк, Илья Николаевич, заместитель министра Кабинета Министров Украины — директор координационного бюро по вопросам подготовки и проведения на Украине финальной части чемпионата Европы 2012 года по футболу Секретариата Кабинета Министров Украины
20. 21 августа 2009 г., № 661/2009 — Курус, Игорь Фёдорович, член Национального совета Украины по вопросам телевидения и радиовещания
21. 21 августа 2009 г., № 661/2009 — Мирошниченко, Андрей Анатольевич, первый заместитель председателя Национального совета Украины по вопросам телевидения и радиовещания
22. 27 августа 2009 г., № 686/2009 — Гончарук, Александр Александрович, заместитель Руководителя Главной службы по внутриполитическим вопросам и региональному развитию — руководитель департамента Секретариата Президента Украины
23. 27 августа 2009 г., № 686/2009 — Лукомский, Василий Григорьевич, заместитель Руководителя Главной службы по вопросам гуманитарного развития — руководитель департамента Секретариата Президента Украины
24. 20 октября 2009 г., № 843/2009 — Беркута, Анатолий Всеволодович, первый заместитель Министра регионального развития и строительства Украины
25. 23 октября 2009 г., № 859/2009 — Вакараш, Виктор Михайлович, председатель Киевской областной государственной администрации
26. 21 декабря 2009 г., № 1082/2009 — Хандогий, Владимир Дмитриевич, первый заместитель Министра иностранных дел Украины
27. 22 декабря 2009 г., № 1090/2009 — Кучерина, Иван Иванович, руководитель аппарата Верховного Суда Украины

### 2010
1. 8 февраля 2010 г., № 119/2010 — Ковбасюк, Юрий Васильевич, президент Национальной академии государственного управления при Президенте Украины
2. 8 февраля 2010 г., № 123/2010 — Павленко, Ростислав Николаевич, Руководитель Службы анализа и оперативного реагирования Секретариата Президента Украины
3. 8 февраля 2010 г., № 135/2010 — Корниенко, Владислав Викторович, первый заместитель Министра культуры и туризма Украины
4. 8 февраля 2010 г., № 137/2010 — Ванникова, Ирина Валерьевна, Пресс-секретарь Президента Украины
5. 8 февраля 2010 г., № 137/2010 — Доценко, Юлия Юрьевна, заместитель Руководителя Главной службы документального обеспечения — руководитель департамента Секретариата Президента Украины
6. 8 февраля 2010 г., № 137/2010 — Мудрак, Лариса Михайловна, Руководитель Главной службы информационной политики Секретариата Президента Украины
7. 8 февраля 2010 г., № 137/2010 — Полурез, Юрий Владимирович, Руководитель Главной службы Государственного Протокола и Церемониала Секретариата Президента Украины
8. 8 февраля 2010 г., № 137/2010 — Фугель, Лариса Марьяновна, Руководитель Главной службы кадрового обеспечения Секретариата Президента Украины
9. 8 февраля 2010 г., № 143/2010 — Кондик, Павел Михайлович, заместитель Министра Кабинета Министров Украины — начальник Управления правового обеспечения Секретариата Кабинета Министров Украины
10. 10 февраля 2010 г., № 158/2010 — Боличевцев, Александр Анатольевич, заместитель Руководителя Главной службы безопасной и оборонной политики — руководитель департамента Секретариата Президента Украины
11. 23 февраля 2010 г., № 214/2010 — Осадчук, Александр Кузьмич, член Центральной избирательной комиссии
12. 16 марта 2010 г., № 354/2010 — Астахова, Тамара Валерьевна, член Центральной избирательной комиссии
13. 16 марта 2010 г., № 354/2010 — Данилевский, Юрий Николаевич, член Центральной избирательной комиссии
14. 16 марта 2010 г., № 354/2010 — Жиденко, Игорь Григорьевич, член Центральной избирательной комиссии
15. 16 марта 2010 г., № 354/2010 — Лукаш, Татьяна Леонидовна, член Центральной избирательной комиссии
16. 16 марта 2010 г., № 354/2010 — Швец, Юлия Викторовна, член Центральной избирательной комиссии
17. 16 марта 2010 г., № 354/2010 — Шелестов, Александр Николаевич, член Центральной избирательной комиссии
18. 27 апреля 2010 г., № 582/2010 — Голенко, Валерий Николаевич, председатель Луганской областной государственной администрации
19. 27 апреля 2010 г., № 582/2010 — Константинов, Владимир Андреевич, Председатель Верховного Совета Автономной Республики Крым
20. 25 июня 2010 г., № 729/2010 — Джарты, Василий Георгиевич, Председатель Совета министров Автономной Республики Крым
21. 25 июня 2010 г., № 729/2010 — Папиев, Михаил Николаевич, председатель Черновицкий областной государственной администрации
22. 25 июня 2010 г., № 729/2010 — Саратов, Валерий Владимирович, председатель Севастопольской городской государственной администрации

### 2011
1. 17 января 2011 г., № 49/2011 — Арбузов, Сергей Геннадьевич, Председатель Национального банка Украины
2. 25 июня 2011 г., № 709/2011 — Костяк, Николай Михайлович, председатель Херсонской областной государственной администрации
3. 25 июня 2011 г., № 709/2011 — Кравченко, Юрий Григорьевич, первый заместитель Председателя Антимонопольного комитета Украины — государственный уполномоченный
4. 25 июня 2011 г., № 709/2011 — Любченко, Константин Валерьевич. Руководитель Секретариата Кабинета Министров Украины
5. 25 июня 2011 г., № 709/2011 — Манжосов, Владимир Анатольевич, Председатель Национального совета Украины по вопросам телевидения и радиовещания
6. 25 июня 2011 г., № 709/2011 — Пристюк, Владимир Николаевич, председатель Луганской областной государственной администрации
7. 25 июня 2011 г., № 709/2011 — Присяжнюк, Анатолий Иосифович, председатель Киевской областной государственной администрации
8. 25 июня 2011 г., № 709/2011 — Рафальский, Олег Алексеевич, Заместитель Главы Администрации Президента Украины
9. 25 июня 2011 г., № 709/2011 — Сивец, Виктор Николаевич, Председатель Государственного агентства лесных ресурсов Украины
10. 25 июня 2011 г., № 709/2011 — Титенко, Сергей Михайлович, Председатель Национальной комиссии регулирования электроэнергетики Украины
11. 30 июня 2011 г., № 721/2011 — Нефедов, Александр Степанович, бывший председатель Запорожской областной рады
12. 23 августа 2011 г., № 874/2011 — Андреев, Петр Петрович, Председатель Государственной финансовой инспекции Украины
13. 23 августа 2011 г., № 874/2011 — Шишацкий, Андрей Владимирович, председатель Донецкой областной государственной администрации

### 2012
1. 15 февраля 2012 г., № 99/2012 — Дунайло, Сергей Леонидович, член Национальной комиссии, осуществляющей государственное регулирование в сфере коммунальных услуг
2. 15 февраля 2012 г., № 99/2012 — Кальченко, Валерий Николаевич, член Национальной комиссии, осуществляющей государственное регулирование в сфере коммунальных услуг
3. 15 марта 2012 г., № 197/2012 — Ежель, Михаил Брониславович, Советник Президента Украины
4. 15 марта 2012 г., № 197/2012 — Могилев, Анатолий Владимирович, Председатель Совета министров Автономной Республики Крым
5. 8 мая 2012 г., № 305/2012 — Демишкан, Владимир Фёдорович, Председатель Государственного агентства автомобильных дорог Украины
6. 8 мая 2012 г., № 305/2012 — Теличко, Константин Иванович, член Национальной комиссии, осуществляющей государственное регулирование в сфере энергетики
7. 8 мая 2012 г., № 305/2012 — Химченко, Сергей Николаевич, первый заместитель Председателя Государственной службы экспортного контроля Украины
8. 27 июня 2012 г., № 424/2012 — Акимова, Ирина Михайловна, Первый заместитель Главы Администрации Президента Украины
9. 27 июня 2012 г., № 424/2012 — Камышев, Сергей Алексеевич, заместитель Руководителя Секретариата Кабинета Министров Украины
10. 27 июня 2012 г., № 424/2012 — Кушниренко, Александр Николаевич, руководитель Аппарата Премьер-министра Украины
11. 8 октября 2012 г., № 585/2012 — Дзоз, Виталина Алексеевна, министр образования и науки, молодежи и спорта Автономной Республики Крым
12. 8 октября 2012 г., № 585/2012 — Ильясов, Ремзи Ильясович, председатель постоянной комиссии Верховного Совета Автономной Республики Крым по вопросам межнациональных отношений и проблемам депортирования граждан
13. 8 октября 2012 г., № 585/2012 — Иоффе, Григорий Адольфович, заместитель Председателя Верховного Совета Автономной Республики Крым
14. 8 октября 2012 г., № 585/2012 — Клычников, Владимир Николаевич, председатель комиссии Верховного Совета Автономной Республики Крым по взаимодействию с органами местного самоуправления в Автономной Республике Крым со статусом постоянной комиссии Верховного Совета Автономной Республики Крым
15. 8 октября 2012 г., № 585/2012 — Плакида, Виктор Тарасович, Постоянный Представитель Президента Украины в Автономной Республике Крым
16. 8 октября 2012 г., № 585/2012 — Скорик, Николай Леонидович, министр финансов Автономной Республики Крым

### 2013
1. 22 января 2013 г., № 36/2013 — Верба, Светлана Иосифовна, министр экономического развития и торговли Автономной Республики Крым
2. 27 июня 2013 г., № 353/2013 — Анистратенко, Юрий Сергеевич, первый заместитель Руководителя Секретариат Кабинета Министров Украины
3. 27 июня 2013 г., № 353/2013 — Болотских, Михаил Васильевич, Председатель Государственной службы Украины по чрезвычайным ситуациям
4. 27 июня 2013 г., № 353/2013 — Ермолаев, Андрей Васильевич, директор Национального института стратегических исследований
5. 27 июня 2013 г., № 353/2013 — Лекарь, Сергей Иванович, заместитель Министра внутренних дел Украины — руководитель аппарата
6. 27 июня 2013 г., № 353/2013 — Медведько, Александр Иванович, Первый заместитель Секретаря Совета национальной безопасности и обороны Украины
7. 27 июня 2013 г., № 353/2013 — Рычаковская, Вера Ивановна, заместитель Председателя Национального банка Украины
8. 27 июня 2013 г., № 353/2013 — Суярко, Сергей Николаевич, руководитель Секретариата Центральной избирательной комиссии
9. 27 июня 2013 г., № 353/2013 — Фартушный, Николай Всеволодович, член Национального совета Украины по вопросам телевидения и радиовещания
10. 24 августа 2013 г., № 463/2013 — Даневич, Александр Степанович, первый заместитель Председателя Государственной казначейской службы Украины
11. 24 августа 2013 г., № 463/2013 — Курдинович, Александр Вячеславович, Председатель Государственного комитета телевидения и радиовещания Украины
12. 24 августа 2013 г., № 463/2013 — Пищейко, Вадим Александрович, первый заместитель Председателя Государственной службы статистики Украины
13. 24 августа 2013 г., № 463/2013 — Соркин, Игорь Вячеславович, Председатель Национального банка Украины

### 2014
1. 22 января 2014 г., № 28/2014 — Воронин, Виктор Николаевич, первый заместитель Председателя Государственной архивной службы Украины
2. 22 января 2014 г., № 28/2014 — Горжеев, Владимир Михайлович, Председатель Государственной ветеринарной и фитосанитарной службы Украины
3. 22 января 2014 г., № 28/2014 — Гринев, Борис Викторович, первый заместитель Председателя Государственного агентства по вопросам науки, инноваций и информатизации Украины
4. 22 января 2014 г., № 28/2014 — Копиленко, Александр Любимович, член Центральной избирательной комиссии
5. 22 января 2014 г., № 28/2014 — Кузьмин, Ренат Равельевич, заместитель Секретаря Совета национальной безопасности и обороны Украины
6. 22 января 2014 г., № 28/2014 — Лутковская, Валерия Владимировна, Уполномоченный Верховного Совета Украины по правам человека
7. 22 января 2014 г., № 28/2014 — Полищук, Владимир Владимирович, председатель Счетной палаты Верховного Совета Автономной Республики Крым
8. 22 января 2014 г., № 28/2014 — Харченко, Сергей Иванович, Председатель Государственной казначейской службы Украины
9. 31 июля 2014 г., № 630/2014 — Войцеховская, Светлана Михайловна, руководитель Аппарата Премьер-министра Украины
10. 31 июля 2014 г., № 630/2014 — Холоднюк, Зиновий Васильевич, Председатель Государственной судебной администрации Украины
11. 23 августа 2014 г., № 682/2014 — Ващенко, Константин Александрович, Председатель Национального агентства Украины по вопросам государственной службы
12. 23 августа 2014 г., № 682/2014 — Заремба, Игорь Николаевич, главный контролер — директор департамента по вопросам промышленности, производственной инфраструктуры и государственной собственности Счетной палаты
13. 23 августа 2014 г., № 682/2014 — Иванкевич, Виктор Викторович, заместитель Министра социальной политики Украины — руководитель аппарата
14. 23 августа 2014 г., № 682/2014 — Радутный, Сергей Иванович, Председатель Государственной миграционной службы Украины
15. 23 августа 2014 г., № 682/2014 — Слюз, Татьяна Ярославовна, Председатель Государственной казначейской службы Украины
16. 23 августа 2014 г., № 682/2014 — Тимошенко, Владимир Андреевич, Председатель Государственной службы Украины по контролю за наркотиками

### 2015
1. 3 сентября 2015 г., № 532/2015 — Зарудный, Алексей Борисович, Председатель правления Пенсионного фонда Украины

### 2016
1. 28 апреля 2016 г., № 182/2016 — Днепров, Алексей Сергеевич, Заместитель Главы Администрации Президента Украины
2. 28 апреля 2016 г., № 182/2016 — Кличко, Виталий Владимирович, председатель Киевской городской государственной администрации

### 2018
1. 18 июля 2018 г., № 503-р  — Загородный, Владимир Петрович, первый заместитель Председателя Государственной регуляторной службы Украины

### 2019
1. 27 марта 2019 г., № 189-р  — Федорчук, Владимир Ярославович, заместитель Государственного секретаря Кабинета Министров Украины
2. 26 июня 2019 г., № 454-р — Капинус, Евгений Валерьевич, Председатель правления Пенсионного фонда Украины
3. 12 октября 2019 г., № 953-р — Зубрий, Виталий Петрович, заместитель Председателя Государственной службы финансового мониторинга Украины

### 2020
1. 15 января 2020 г., № 13-р — Жук, Ирина Николаевна, заместитель Председателя Государственной службы статистики Украины
2. 22 апреля 2020 г., № 435-р — Перевезенцев, Алексей Юрьевич, государственный секретарь Министерства молодёжи и спорта Украины
3. 23 декабря 2020 г., № 1627-р — Полянский Павел Брониславович, заместитель государственного секретаря Кабинета Министров Украины

### 2021
1. 14 июля 2021 г., № 790-р — Гурак Руслан Васильевич, Председатель Государственной службы качества образования Украины
2. 21 июля 2021 г., № 811-р — Дуда, Владимир Петрович, первый заместитель председателя Государственной казначейской службы Украины
3. 29 декабря 2021 г., № 1767-р — Бондаренко, Владимир Валерьевич, государственный секретарь Министерства энергетики Украины

### 2022
1. 24 мая 2022 г., № 416-р — Заболотный, Андрей Владимирович, заместитель председателя Национального агентства Украины по вопросам государственной службы
2. 28 июня 2022 г., № 530-р — Тылищак, Владимир Семёнович, заместитель председателя Украинского института национальной памяти
3. 20 декабря 2022 г., № 1157-р — Бильчук, Александр Васильевич, Председатель Государственной авиационной службы Украины

### 2023
1. 27 января 2023 г., № 68-р — Михеев, Владимир Сергеевич, заместитель председателя Государственного космического агентства Украины
2. 17 февраля 2023 г., № 149-р — Дехтяренко, Сергей Стахович, заместитель председателя Государственной службы геологии и недр Украины по вопросам цифрового развития, цифровых трансформаций и цифровизации
3. 21 марта 2023 г., № 234-р — Вернер, Игорь Евгеньевич, Председатель Государственной службы статистики Украины
4. 4 апреля 2023 г., № 276-р — Соляник, Юлия Валерьевна, заместитель председателя Государственной аудиторской службы Украины
5. 19 июня 2023 г., № 539-р — Гаевский, Игорь Николаевич, первый заместитель председателя Государственной службы финансового мониторинга Украины
6. 19 июня 2023 г., № 539-р — Якименко, Александр Васильевич, первый заместитель председателя Государственной службы качества образования Украины
7. 24 июня 2023 г., № 552-р — Замазеева, Анна Владимировна, Председатель Государственного агентства по энергоэффективности и энергосбережению Украины
8. 11 августа 2023 г., № 694-р — Ярёма, Александр Иосифович, Государственный секретарь кабинета министров Украины
9. 22 августа 2023 г., № 735-р — Марьевич, Константин Михайлович, первый заместитель государственного секретаря Кабинета Министров Украины

### 2024
1. 12 января 2024 г., № 17-р — Бучка, Владимир Анатольевич, первый заместитель председателя Государственной службы геологии и недр Украины
2. 16 января 2024 г., № 31-р — Ковпашко, Ирина Васильевна, заместитель Председателя Правления Пенсионного фонда Украины
3. 16 января 2024 г., № 31-р — Шкуропат, Александр Григорьевич, заместитель председателя Государственной аудиторской службы Украины
4. 30 января 2024 г., № 68-р — Яровая, Евдокия Васильевна, государственный секретарь Министерства защиты окружающей среды и природных ресурсов Украины